# Taennchel

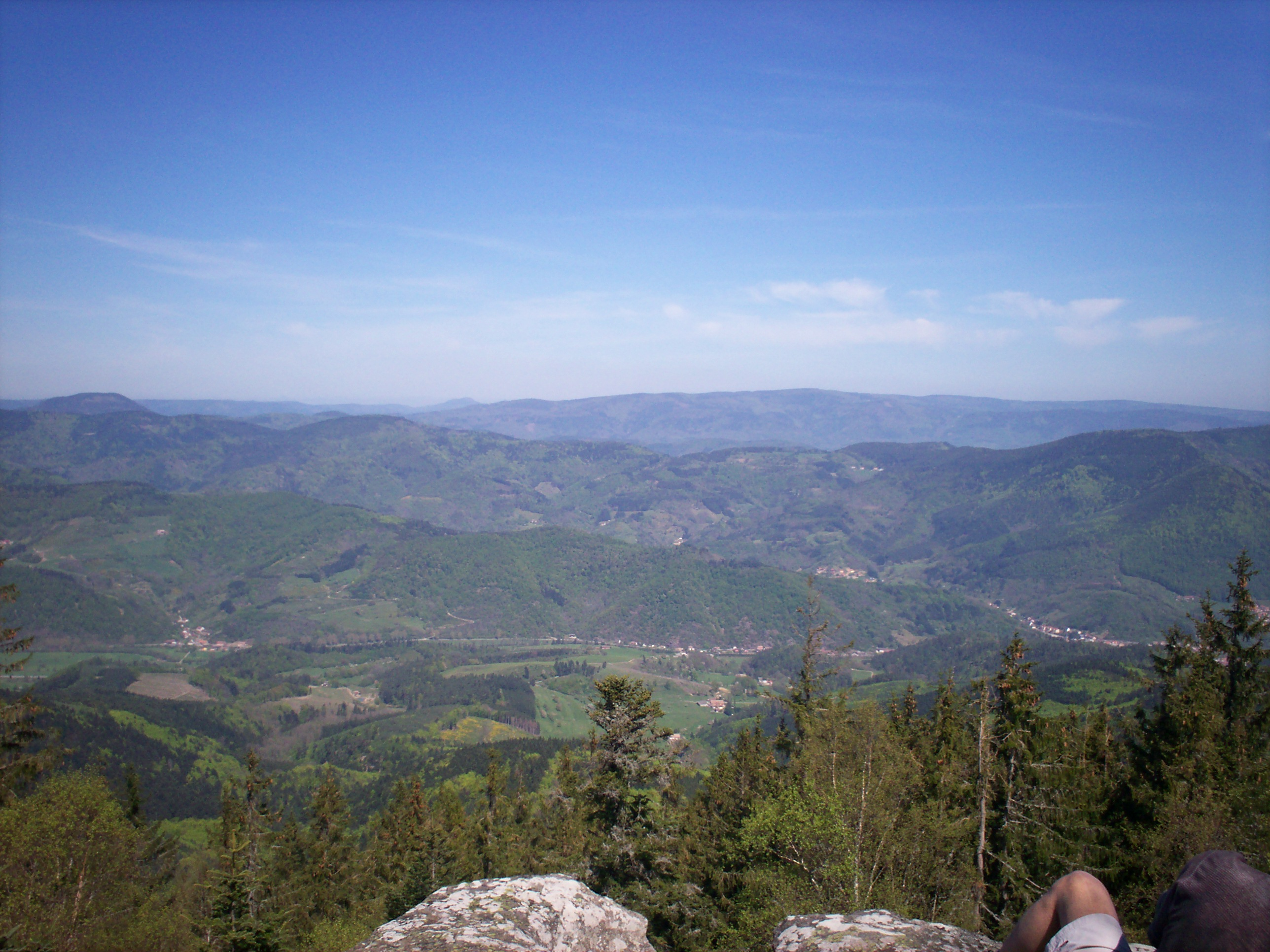
Vue sur Lièpvre, l'entrée de Rombach-le-Franc, et Musloch depuis le rocher des Reptiles au Taennchel.

Le Taennchel (prononcé [tɛnçəl]) est un sommet du massif des Vosges culminant à 989 mètres. Il s'élève dans l'Est de la France, dans le département du Haut-Rhin (région Grand Est), à mi-chemin entre Strasbourg au nord et Mulhouse au sud, soit à une soixantaine de kilomètres de chacune des deux villes.
Il existe peu d'endroits aussi énigmatiques dans le massif que cette crête de six kilomètres de longueur. Le sol est jonché de rochers et d'inscriptions diverses dont un bon nombre restent mystérieuses. Une autre curiosité est le « mur païen » qui parcourt ses flancs et dont l'origine reste inconnue.
Le sommet accueille de nombreuses espèces végétales et animales, parmi lesquelles le lynx qui a été réintroduit au XXe siècle.

## Étymologie
Le nom «Taennchel» est cité pour la première fois dans un document d'archive daté de 1357. Son nom apparaît ensuite avec différentes graphies : Taennchel en 1441, Thennichel en 1473, Dannchel en 1538, Tenchel en 1416, Thaennchel, Tannchel, Dannichel, Taennchel, Tännel en 1871 et Taennchel à partir de 1918.
Pour certains[Qui ?], c'est le nom du sapin en alémanique, c'est-à-dire Tanne (vieux haut allemand tanna) suivi d'un suffixe -chel, qui aurait donné le nom du massif du Taennchel[réf. nécessaire].

## Géographie

### Situation

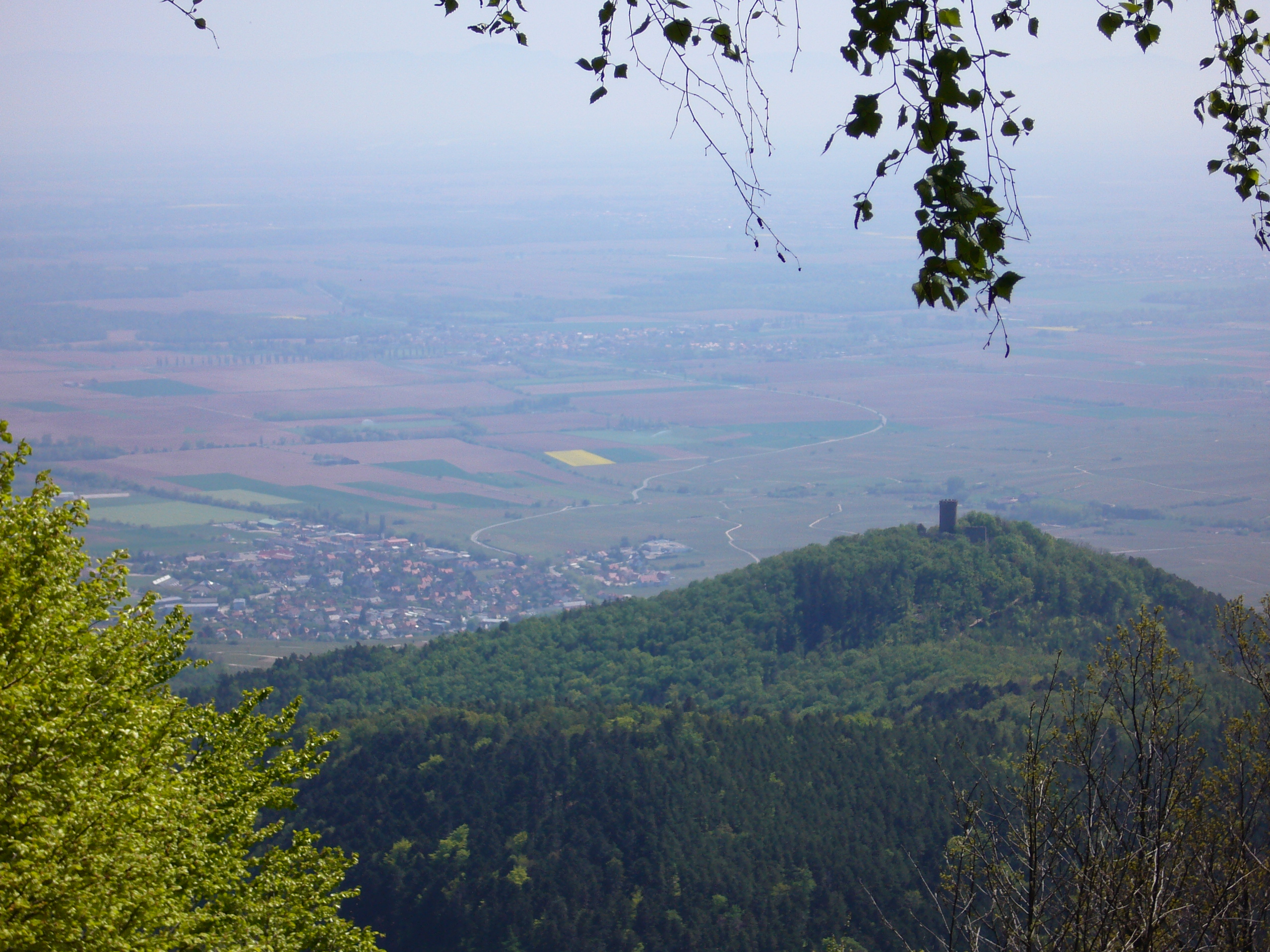
Vue sur le château du Haut-Ribeaupierre (642 m d'altitude) et le village de Ribeauvillé depuis le rocher de la Paix d'Udine située à 902 m.

Le sommet de la montagne, situé en face du Haut-Koenigsbourg, dans le massif des Vosges, sépare la vallée de Ribeauvillé de celle du val de Lièpvre par une surface d'environ huit cents hectares. Sur le côté nord-est du Taennchel se cache le village de Thannenkirch, et vers le sud de la montagne on atteint les anciennes verreries des Ribeaupierre qui surplombent les masses rocheuses du Mittelberg (environ 600 mètres), le Venuskopf et le Schelmenkopf (905 mètres). Le Taennchel est l'un des sommets qui, d'ouest en est, constituent la ligne de partage des eaux entre le bassin de la Lièpvrette au nord et celui du Strengbach au sud. C'est une montagne imposante, aux flancs largement épanouis et fortement épaulée du côté de la vallée de la Lièpvrette, tandis que du côté opposé vers Ribeauvillé, elle se creuse à pic en un cirque grandiose autour des deux vallons jumeaux de la Grande et Petite Verrerie. Le Taennchel a la forme d'un croissant qui s'étend sur près de quatre kilomètres depuis la roche dite du Rammelstein qui culmine à 989 mètres d'altitude jusqu'à la montagne qui surplombe le Taennchel inférieur d'où l'on peut apercevoir les trois châteaux en ruine des sires de Ribeaupierre : Haut-Ribeaupierre, Saint-Ulrich et Girsberg.

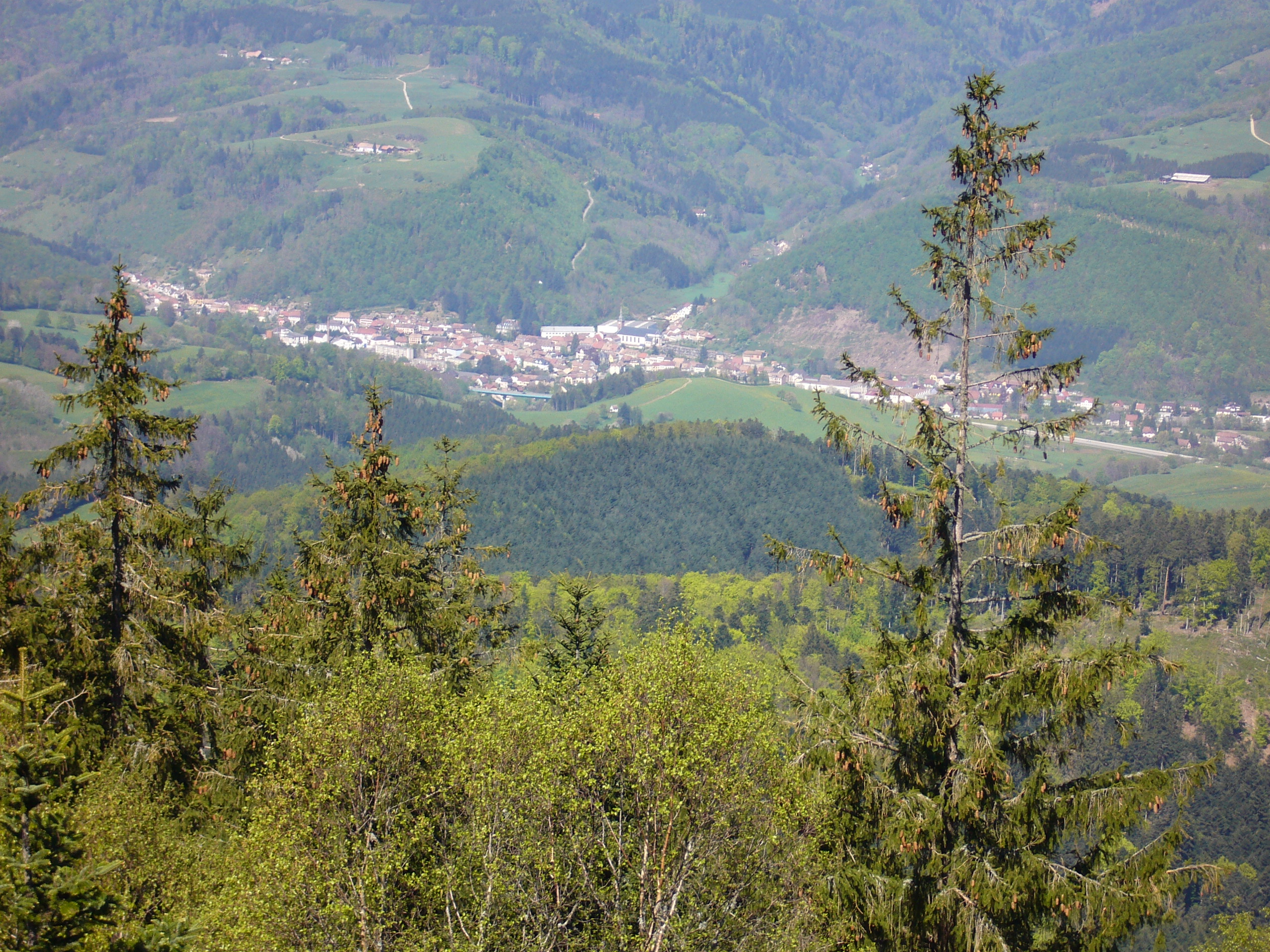
Vue sur le village de Sainte-Croix-aux-Mines depuis le Taennchel.

Au nord-ouest, on atteint la région forestière du Hury (nommée dans les anciens documents Jefurthe) qui dépend de Sainte-Croix-aux-Mines. Les forêts du Hury, Hinterwald et Kaelblin faisaient partie des biens du prieuré de Lièpvre jusqu'au haut Moyen Âge comme le laisse entrevoir la charte de Charlemagne signée en 774. Le Hinterwald et le Kaelblin ont ensuite été accaparés par les voisins alsaciens à la suite du changement de propriétaires de ces villages, d'où souvent des frictions entre les moines de l'abbaye de Saint-Denis et les communes alsaciennes. Ces litiges ont empoisonné les relations entre l'Alsace et l'abbaye de Saint-Denis puis le Duché de Lorraine jusqu'en 1718. Les moines du prieuré conduisaient vers l'automne sur le sommet du Taennchel les porcs qui raffolaient des glands.
Sur le côté de la pointe nord-est s'élève le rocher des Corbeaux qui domine un versant abrupt et qui laisse apparaître des roches aux contours bizarres et impressionnants. Un peu au-delà, se trouve la Roche-Abri qui a la forme d'une caverne. La Roche pointue ou aiguë ressemble à un sanglier assis. Les intempéries, les vents et les orages ont érodé sa face extérieure et laissé apparents des cailloux de quartzite de différentes couleurs. Non loin de cet endroit se dressent des roches fendues, formées d'énormes blocs, et un peu plus loin on voit le commencement du mur païen.
Selon la tradition, cet emplacement servait aux plaisirs de la chasse, et les seigneurs de Ribeaupierre y enfermaient et nourrissaient les cerfs et les biches. Mais, en fait, cet emplacement n'a jamais pu être utilisé à cette intention pour la simple raison que cette enceinte n'est pas close et n'a jamais été construite pour cet usage.

### Hydrographie
Il existe trois sources au sud du massif alimentant l'Ilbach et le Bau de la Petite Verrerie et une source à l'est dont les eaux se jettent toutes dans le Strengbach en amont de Ribeauvillé.
Au nord, le nombre de sources captées est plus important et ces dernières alimentent la Lièpvrette.

### Géologie
Le socle du Taennchel est constitué par un socle de gneiss datant du Précambrien, sa base est formée par le granite du Carbonifère supérieur (environ 300 millions d'années) et est recouverte par une nappe considérable de grès conglomératique vosgien du Trias (environ 200 millions d'années) qui enveloppe en couches horizontales le sommet et les versants de la montagne.

## Les célèbres rochers

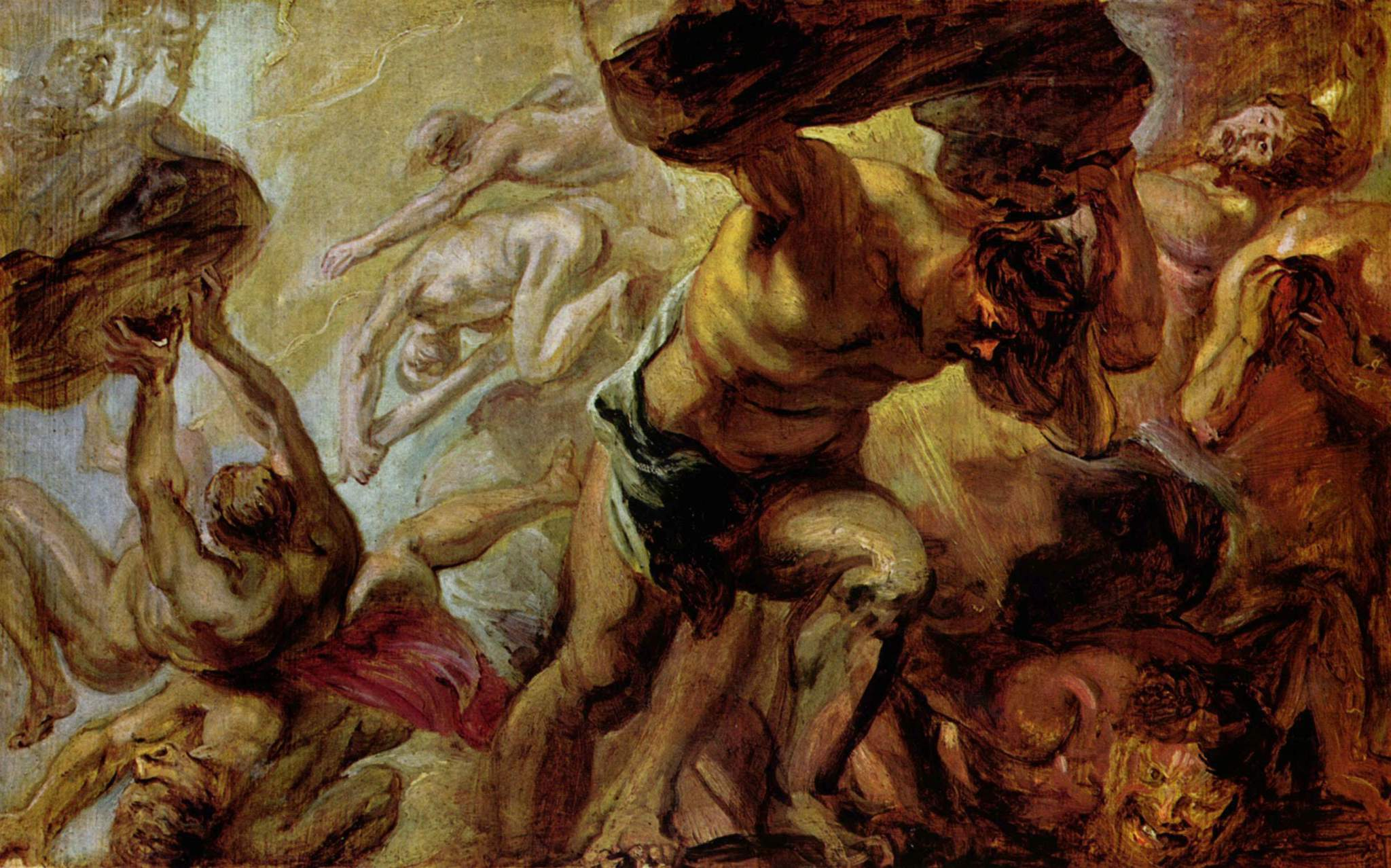
La Chute des Titans, par Rubens (v. 1637–1638).

En arrivant sur la crête du Taennchel, on est frappé par la curieuse configuration de nombreuses roches aux contours étranges. Elles prennent la forme de sauriens, de pyramides, ou de figures incompréhensibles, qui au fil des temps ont donné lieu à des légendes. Certaines roches sont considérées encore de nos jours comme autels druidiques ou pierres à sacrifices. Les cuvettes ou cupules servaient, dans l'imagination populaire, à recueillir le sang des victimes et les rainures qui les reliaient à le déverser des unes dans les autres.
- Le rocher des Titans (925 m)
- Le rocher du Reinolstein (982 m) se trouve à l'intersection des quatre bans des communes de Sainte Croix-aux-Mines, Lièpvre, Rodern, Ribeauvillé, marquée par une pierre-borne avec les armes du duché de Lorraine et des Ribeaupierre datée de 1718.
- Le Rammelstein (989 m) est le point culminant du Taennchel.

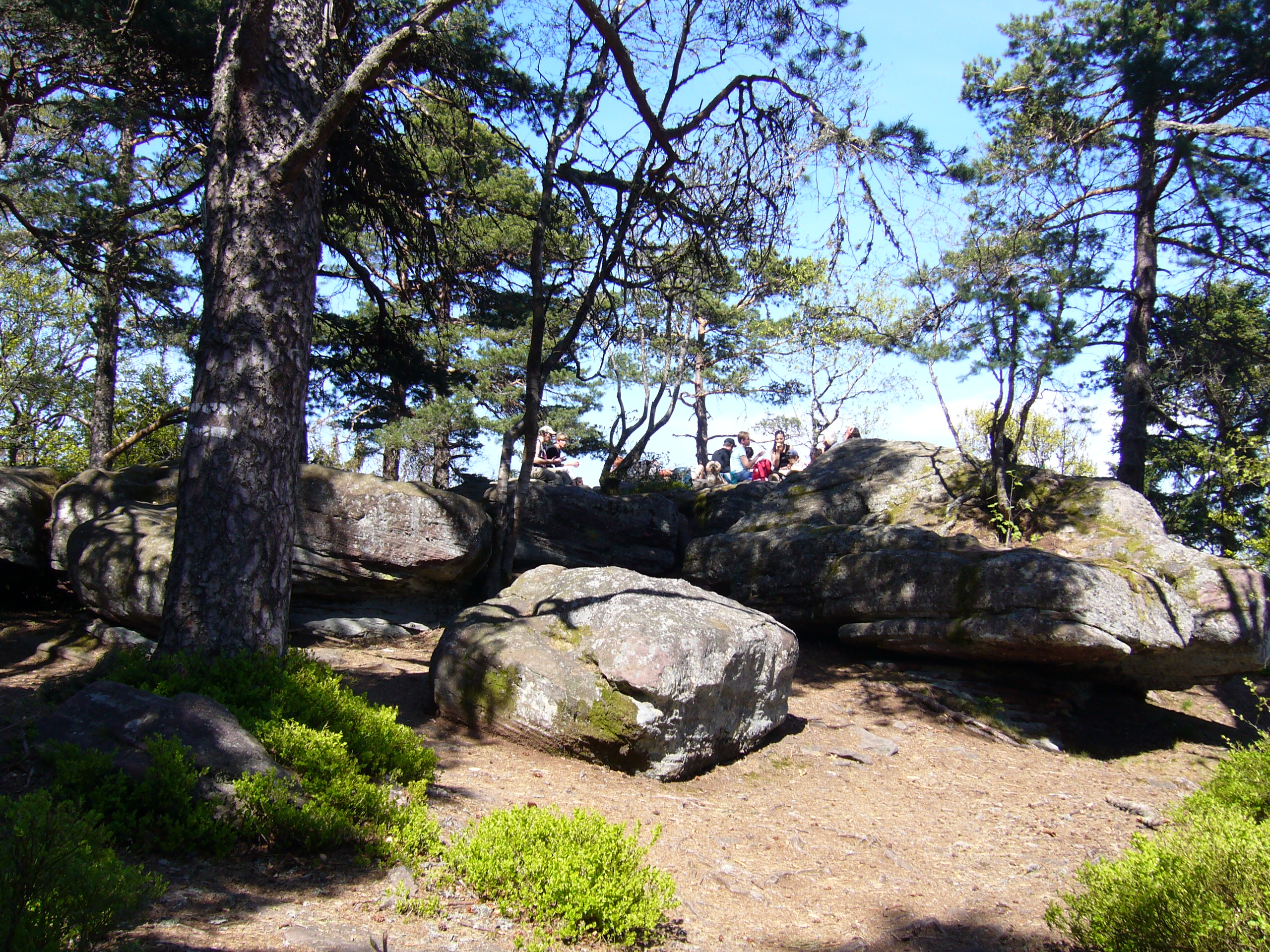
Le rocher des Géants.

- Le rocher des Géants (949 m) (en allemand : Hochfelsen) comporte un nombre impressionnant de cupules sur son sommet (environ cent vingt). Ce rocher constitue l'articulation est de la crête du Grand Taennchel ou «mur cyclopéen» et l'articulation nord de la crête du Taennchel antérieur. C'est à partir de ce rocher que débute vers l'ouest un abornement datant de 1538 avec la lettre A (qui est aujourd'hui complètement illisible), et qui se prolonge jusqu'au Reinolstein (lettre V). Ces lettres sont gravées sur les rochers et les pierres naturelles le long du sentier. La lettre N par exemple est gravée sur le plateau des Trois Petites Tables. Le rocher des Géants est surtout imposant vu de dessus. Sa dalle d'environ 17 × 24 mètres surplombe de plus de 15 mètres.

D'après la légende, c'est ici que les fées préparaient leurs étranges boissons. Ce rocher se trouve à l'endroit où le sentier de crête tourne à angle droit, à la limite formée par les bans de Rodern, Thannenkirch et Ribeauvillé (forêt domaniale). La légende populaire croit reconnaître en ce rocher les restes d'un pilier qui aurait soutenu un pont enjambant le Chalmont au val de Lièpvre et le rocher des Géants au Taennchel. De cet endroit on jouit d'une très belle vue sur Lièpvre, La Vancelle, Thannenkirch, le Haut Koenigsbourg et la plaine d'Alsace. On y distingue clairement aussi les sommets du Chalmont et du rocher du Coucou.
- Le rocher des Reptiles (954 m) ou rocher du Crocodile a la forme d'un saurien figé depuis la nuit des temps. Depuis ce sommet, on peut contempler une superbe vue sur Lièpvre, l'entrée du village de Rombach-le-Franc, La Vancelle, Sainte-Croix-aux-Mines, le Climont au loin et les montagnes du Chalmont et le rocher du Coucou.

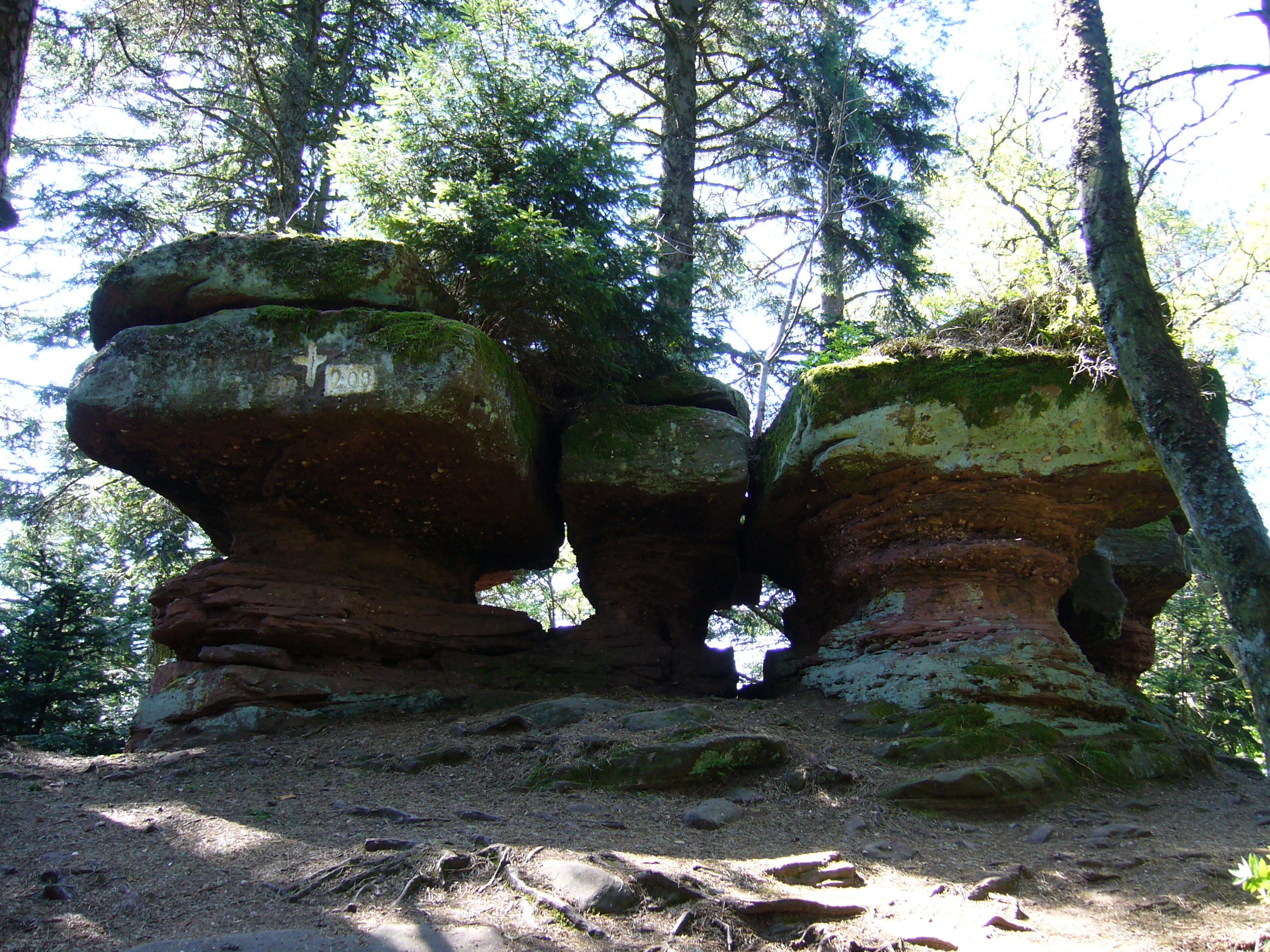
Les Trois petites tables.

- Les Trois petites tables (989 m), roche sculptée par l'érosion. Sa base retient trois autres rochers. Sur le flanc de l'une d'elles, on découvre une marque d'abornement avec les chiffres 208 et 32.
- Les Trois grandes tables (860 m) (en allemand : Ringenfelsen), selon une vieille légende auraient pu servir à des géants. Ces roches peuvent être escaladées par un escalier en fer. Au sommet se trouve un anneau en fer, scellé dans la roche, et qui selon la légende aurait servi à Noé pour amarrer son arche durant le déluge[3]. Un habitant de Ribeauvillé a scellé en 1879, un anneau en fer qui veut que des navires venaient s'amarrer au sommet de la montagne à l'époque où la mer couvrait la vallée du Rhin. Cet anneau porte l'inscription suivante : In diluvio salus Noae - J.J. Becker - MDCCCLXXIX. Un an plus tard, en 1810, le bloc où est scellé l'anneau est muni de crampons de fer pour en faciliter l'accès. Ce n'est qu'en 1910 que l'on aménage l'échelle en fer pour permettre aux dames d'accéder, sans trop de difficultés, à la plateforme supérieure du rocher d'où l'on peut jouir d'un magnifique panorama. Un deuxième anneau un peu plus grand est scellé en 1938 par un ingénieur de Strasbourg ; les initiales qui sont gravées sur la roche sont celles de sa famille.

- Le rocher de l'Anneau

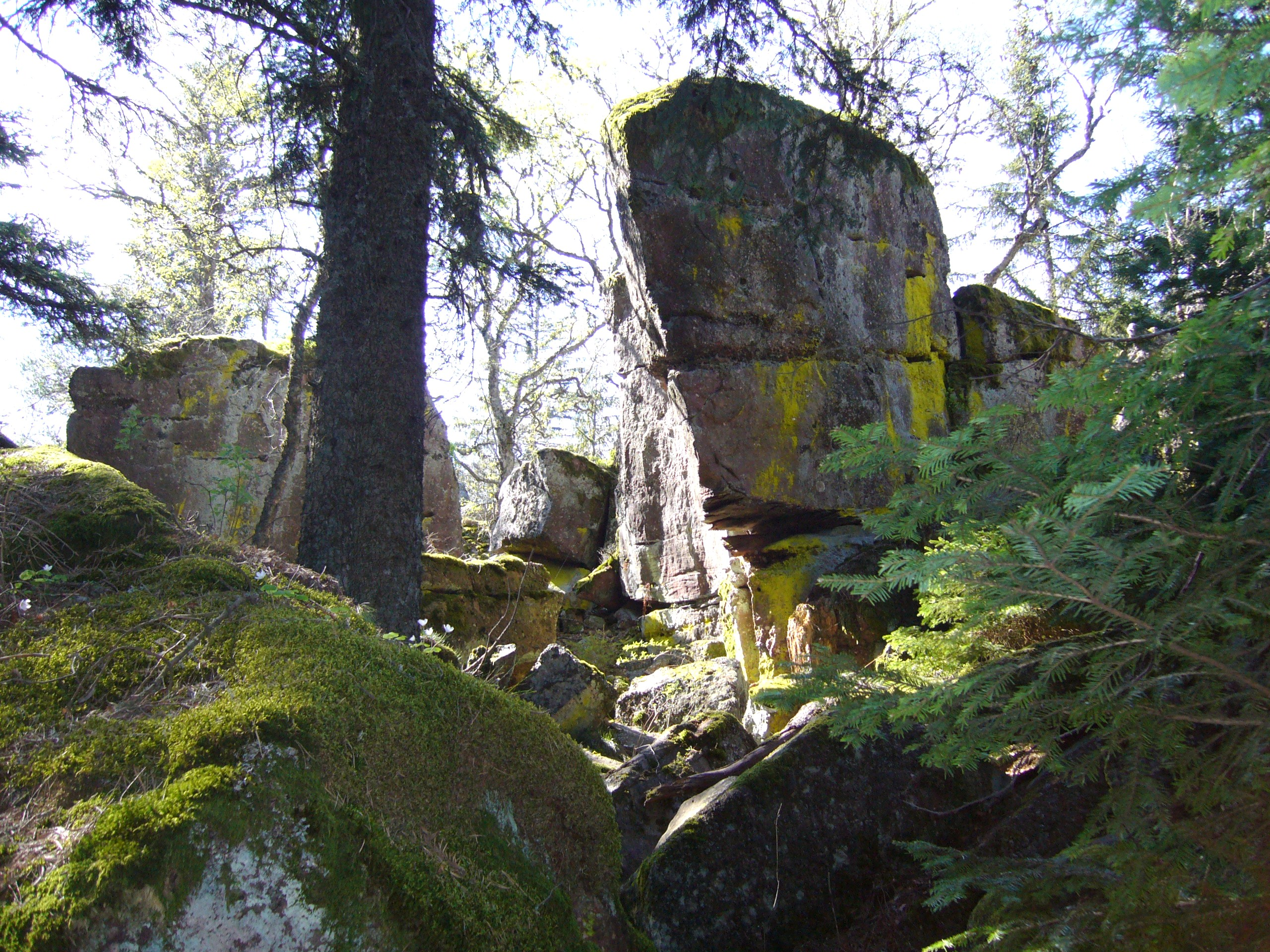
Le rocher de l'Anneau.

- La Roche renversée est une curiosité naturelle avec deux cuvettes en forme de déversoir
- Le Schelmenkopf (699 m) ou Tête des Géants, où la légende situe la sépulture des Géants, une avancée médiane de la montagne, séparant le vallon de la Grande-Verrerie de celui de la Petite-Verrerie, les deux débouchent dans la vallée du Strengbach, conduisant à Ribeauvillé. Le nom de Schelm est d'ailleurs à lui seul une source de renseignements. Évoluant à partir du germanique, il prend entre autres le sens de mort, tombe, cadavre, et aussi de finaud et de scélérat. Schelmenkopf peut donc signifier à la fois montagne des géants ou tête de la tombe des géants[4].
- Roche longue (en allemand : Langefelsen) est un rocher à partir d'où une très belle vue est offerte sur le vallon de la Grande Verrerie et aux abords duquel fut célébrée en 1968 la première messe en plein air des Amis du Taennchel.
- Roche à couloirs
- La Fosse aux lions
- Le Rammelfelsen ou Welscher Hochfelsen (949 m)
- Le Venuskopf (905 m)
- Le rocher Bellevue (919 m)
- Le rocher du Solstice

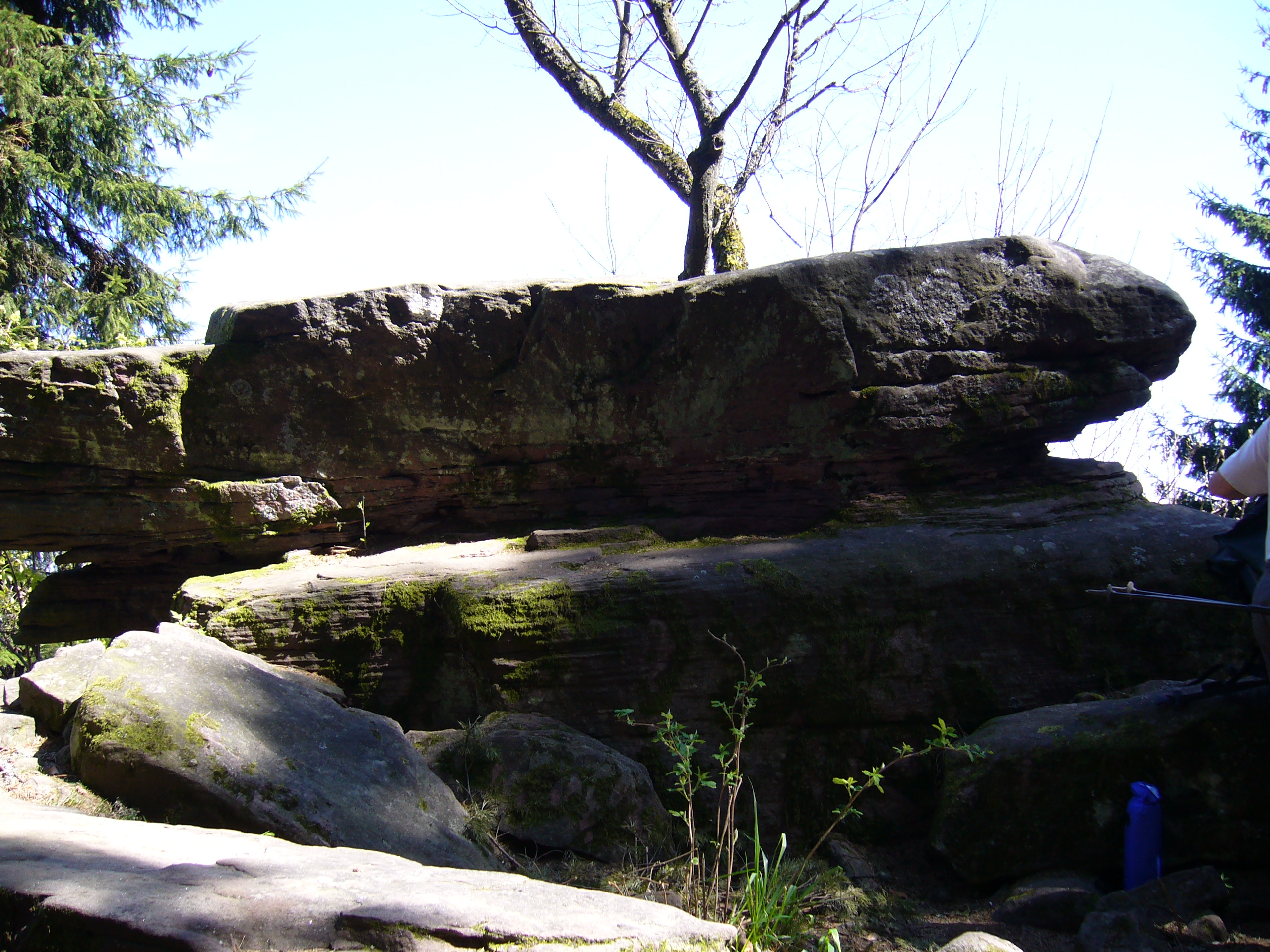
Le rocher de la Garde.

- Le rocher de la Garde ou Wachtfelsen, selon la légende, aurait été un point d'observation et un poste de surveillance qui servaient aux Celtes pour surveiller la plaine pendant la période des grandes invasions.
- Le rocher des Corbeaux (en allemand : Wachtfelsen, Krappenfelsen) fait partie d'un ensemble rocheux adossé au flanc de la partie de montagne dominant le fond du vallon de la Grande Verrerie (parcelle domaniale no 2, lieu-dit du Krappenfels). Cet ensemble se présente sous la forme de deux grandes murailles verticales dont l'une est composée de plusieurs étages, avec le rocher situé aux abords du chemin du Taennchel où se trouvent l'ange en grès et la source anciennement dénommée Wesserfelsen. Plus haut, à l'écart du sentier qui monte vers la crête, dans un rocher portant une cavité, se trouve scellée une statue de la Vierge. Au fond de cette cavité qui visiblement laisse apparaître des traces de burin, on peut voir une mystérieuse inscription à peine visible et le millésime 1503.

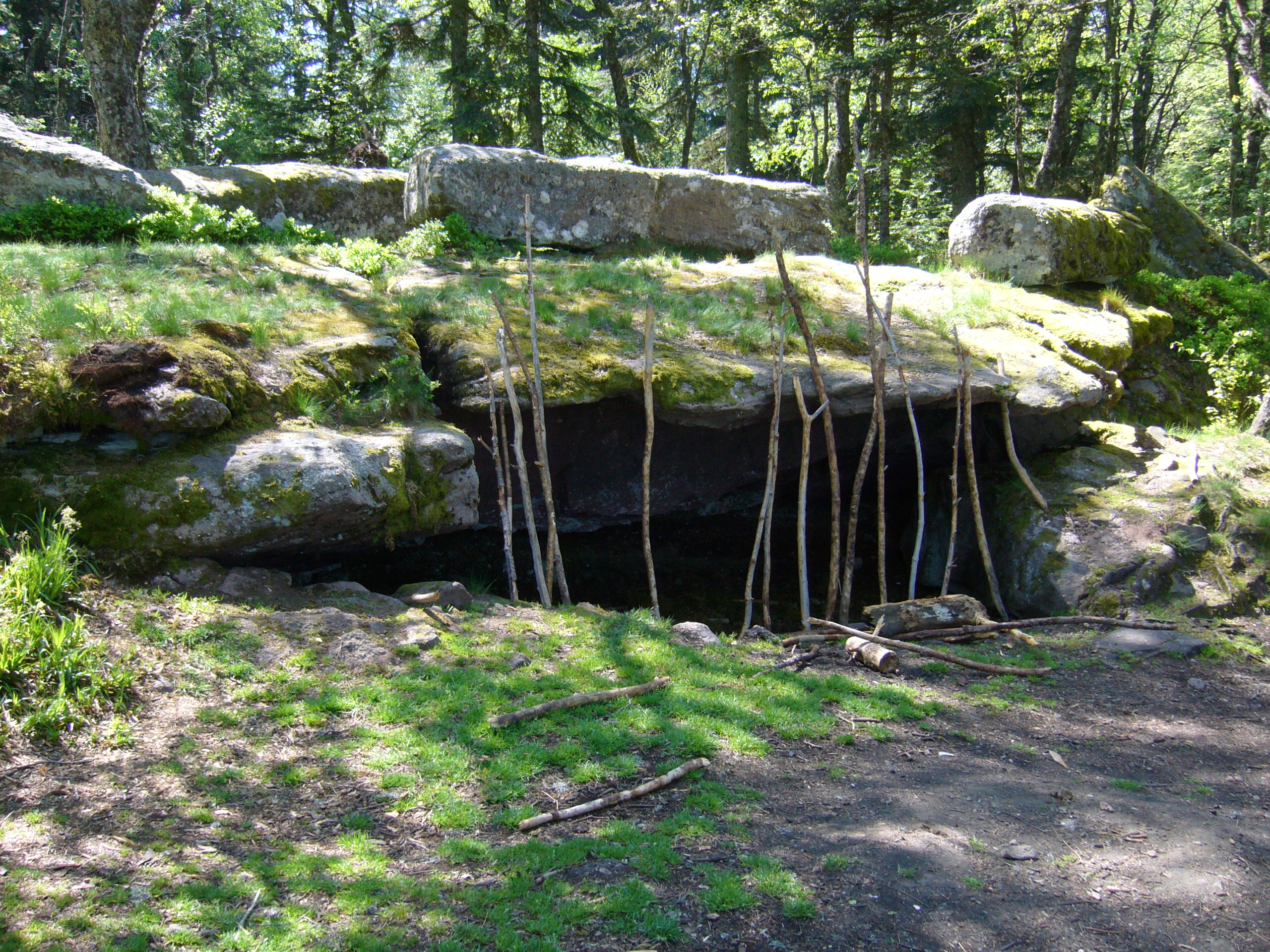
La Roche-abri près du rocher des Reptiles.

- La Roche-abri (en allemand : Schutzfelsen) affecte la forme d'un énorme abri sous roche.
- La Roche pointue ou Roche aiguë (en allemand : Spitzigfelsen) est un des plus imposants et des plus spectaculaires rochers du Taennchel qui a une hauteur de 8,50 mètres et une longueur d'environ 11 mètres. C'est un conglomérat en quartzite qui ressemble à un sanglier assis. Les intempéries, les vents et les orages ont rongé son extérieur et laissés apparents les cailloux de quartzite de différentes couleurs. Elle paraît être un monumental travail en mosaïque, débris d'un temple détruit d'une divinité sylvestre. C'est à ce rocher qu'A. Stoeber rattache la légende des anneaux du Taennchel dans l'ouvrage Die Sagen im Elsass.

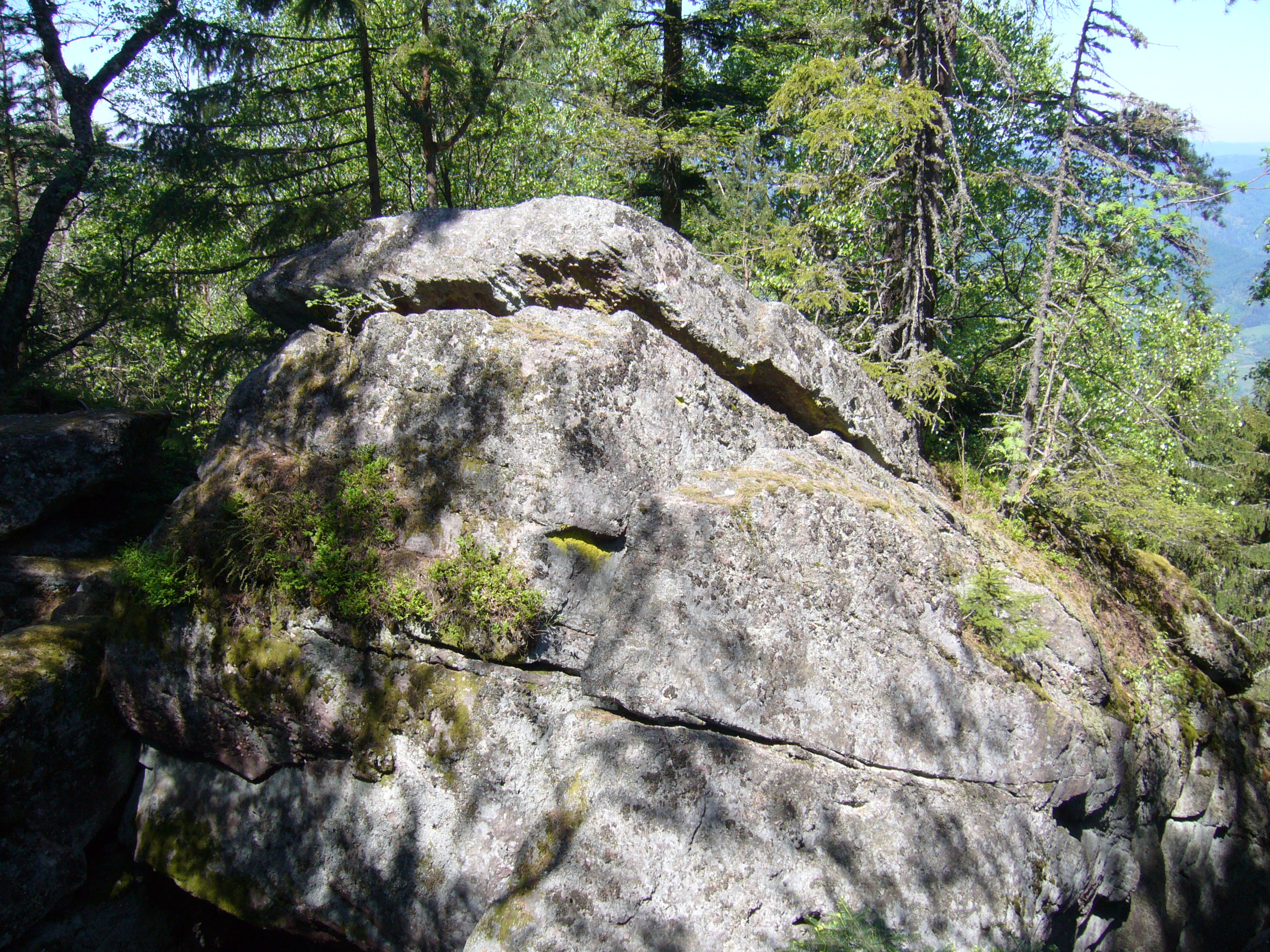
La roche de la Petite fée.

- La Petite roche des Fées ou roche de la Petite fée
- Les Roches fendues (en allemand : gespaltene Felsen) se composent de masses gigantesques qui se présentent comme une maçonnerie de Titans[5]. Non loin des roches fendues se trouve une enceinte formée d'énormes blocs à couloirs, et commence une partie du mur païen : elle porte le nom de Salzlecke ou Salzschlecke (lèche-sel). La tradition veut que les seigneurs de Ribeaupierre y enfermaient et nourrissaient les cerfs et les biches qui leur servaient aux plaisirs de la chasse. Mais cet emplacement n'a jamais pu être utilisé à cet usage parce que l'endroit ne comporte aucune enceinte close.

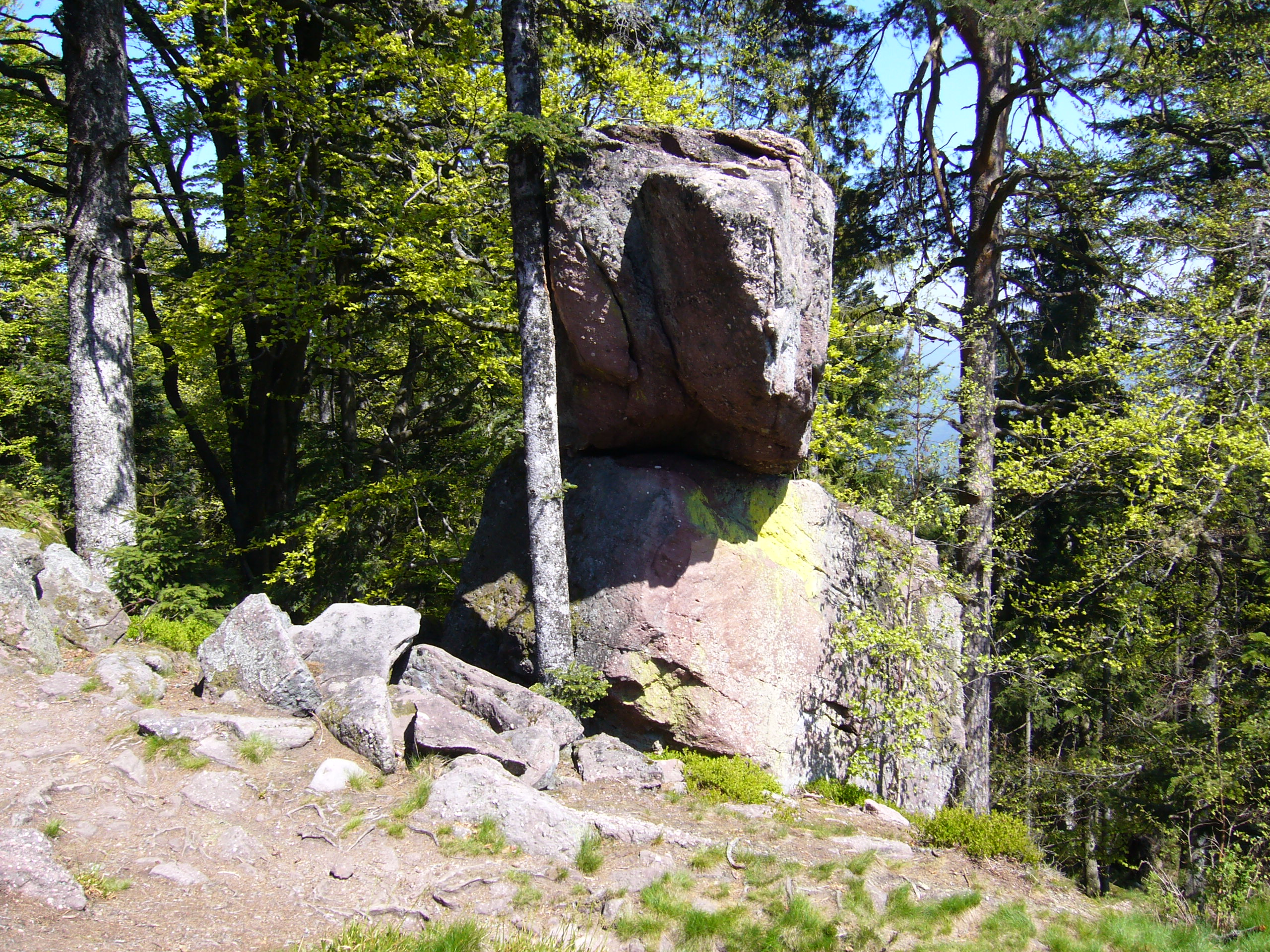
La pierre des Cordonniers.

- La pierre des Cordonniers a hérité son nom en raison de la ressemblance avec un «formier», l'outil utilisé par les cordonniers pour ressemeler les chaussures. C'est un socle de sept à huit mètres de longueur où repose horizontalement sur une base étroite un énorme bloc de 4,50 à 5 mètres de longueur et de 1,50 à 2 mètres de hauteur et de largeur. Aux alentours de cette masse gisent d'autres blocs couverts de mousse, en communication avec le mur païen.
- Le rocher du Haselkopf (918 m)
- Le rocher de la Paix d'Udine (902 m)

- La Nécropole

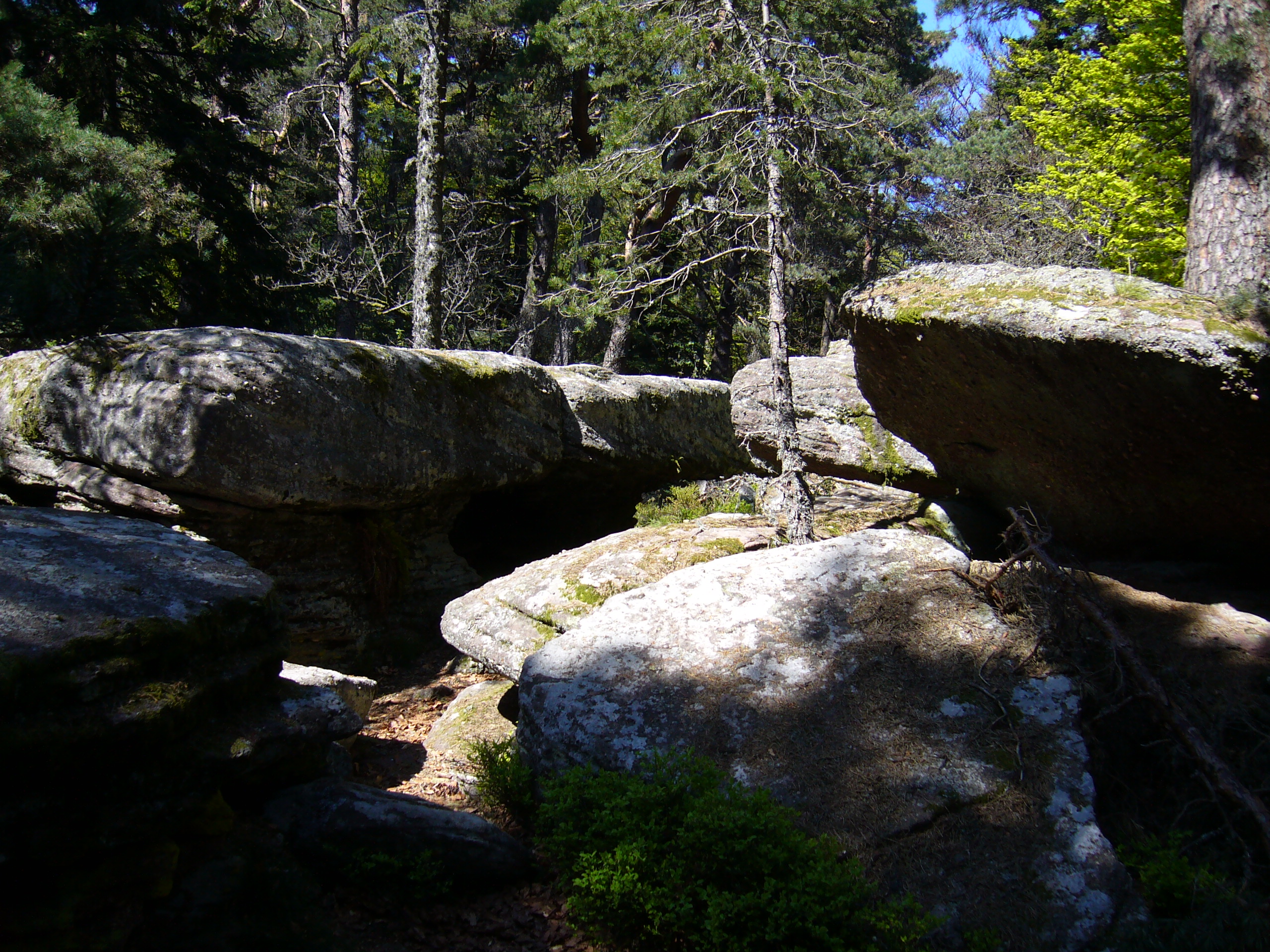
La Nécropole.

- La Source des Esprits ou Fontaine des Esprits ou Geisterbrünnele représente un couloir rocheux de six mètres de profondeur, couvert d'une dalle d'une hauteur de 2,20 mètres. Ce couloir est très humide et l'eau suinte à travers les nombreuses fentes le long de ses parois. Cette particularité explique le nom donné à cet ensemble dolménique, dépourvu d'une véritable source qui y existait peut-être autrefois. On dit qu'à cet endroit les esprits de la montagne se rassemblaient.
- Le Rocher commémorant le traité de Paris de 1718 sur le versant de la forêt appartenant à la commune de Lièpvre.
- Les Wasserfelsen (Pierres d'eau) représentent un ensemble chaotique. Les roches tantôt superposées, tantôt dressées, affectent des formes les plus curieuses et diverses : les unes ressemblent à des tables, à des masses branlantes, à des abris sous roche, les autres rappellent le souvenir de sauriens monstrueux, d'autres encore ont des profils humains. Les parties supérieures des roches portent fréquemment des cuvettes ou cupules remplies d'eau ; cette particularité leur a valu le nom de pierre d'eau.
- Le Reinolstein : véritable pierre des quatre bans, situé à l'extrémité ouest de la crête du Taennchel postérieur.

## Des signes gravés dans la roche

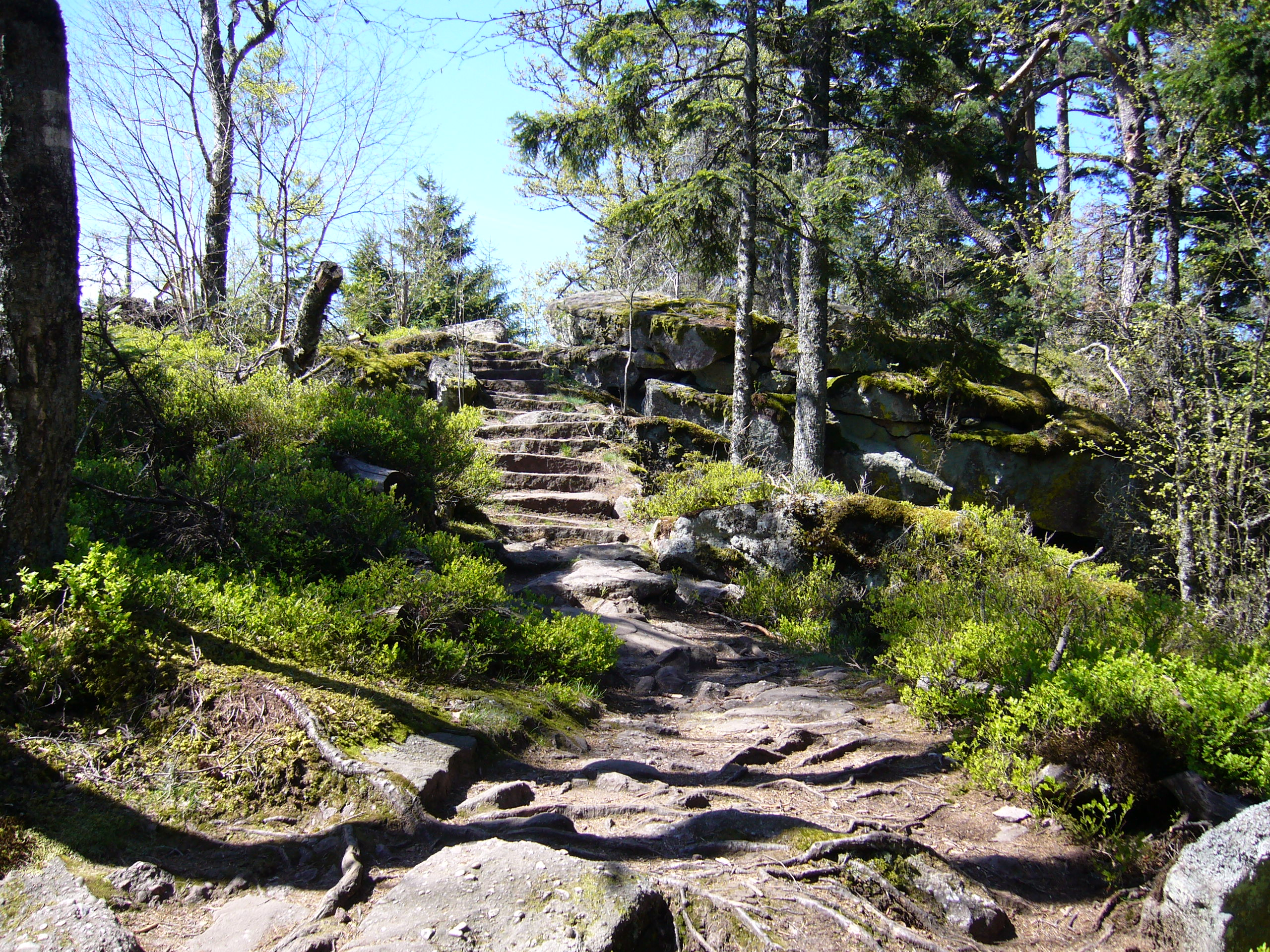
Sentier qui débouche sur le rocher des Reptiles.

Il existe divers signes gravés dans la roche, que des esprits superstitieux ont interprété à leur façon. Ces roches portent le plus souvent des entailles, des croix, des bassins, des cuvettes, des cupules, des rainures. La croix gravée, seule ou associée à des cupules, se rencontre fréquemment sur les blocs en grès du Taennchel (Pierre d'eau, rocher des Géants, etc.) orientée parfois suivant les quatre points cardinaux. À côté de la croix grecque, il n'a été constaté qu'une seule fois une croix de Saint-André, mais d'autres sont peut-être enfouies dans la mousse épaisse. On trouve une roche-borne sur le sommet du Reinolstein avec la lettre U accompagnée de la croix et de l'année 1538, et 100 mètres plus loin environ, une autre roche qui indique la lettre T et qui est visible sur le côté sud du sentier. On trouvera ainsi sur les 3,5 kilomètres de sentier de la crête du Taennchel d'autres signes distinctifs gravés dans la roche, le plus souvent des lettres de l'alphabet suivies d'un numéro qui représente la parcelle forestière. Certaines marques gravées sur les rochers datent de l'année 1538, année de la résolution d'un litige concrétisée par une sentence arbitrale entre Guillaume II de Ribeaupierre et la communauté de Bergheim. L'original de ce procès-verbal se trouve aux archives de Bergheim, mais aussi aux archives de Meurthe-et-Moselle, puisqu'une partie du Taennchel dépendait avant le Moyen Âge du prieuré de Lièpvre. Le Val de Lièpvre s'est fait déposséder d'une partie de la forêt du Hinterwald et du Kelblin qui englobait une partie du Taennchel par les troupes de Louis XIV qui occupaient alors la Lorraine, dont le Val de Lièpvre faisait partie à l'époque.

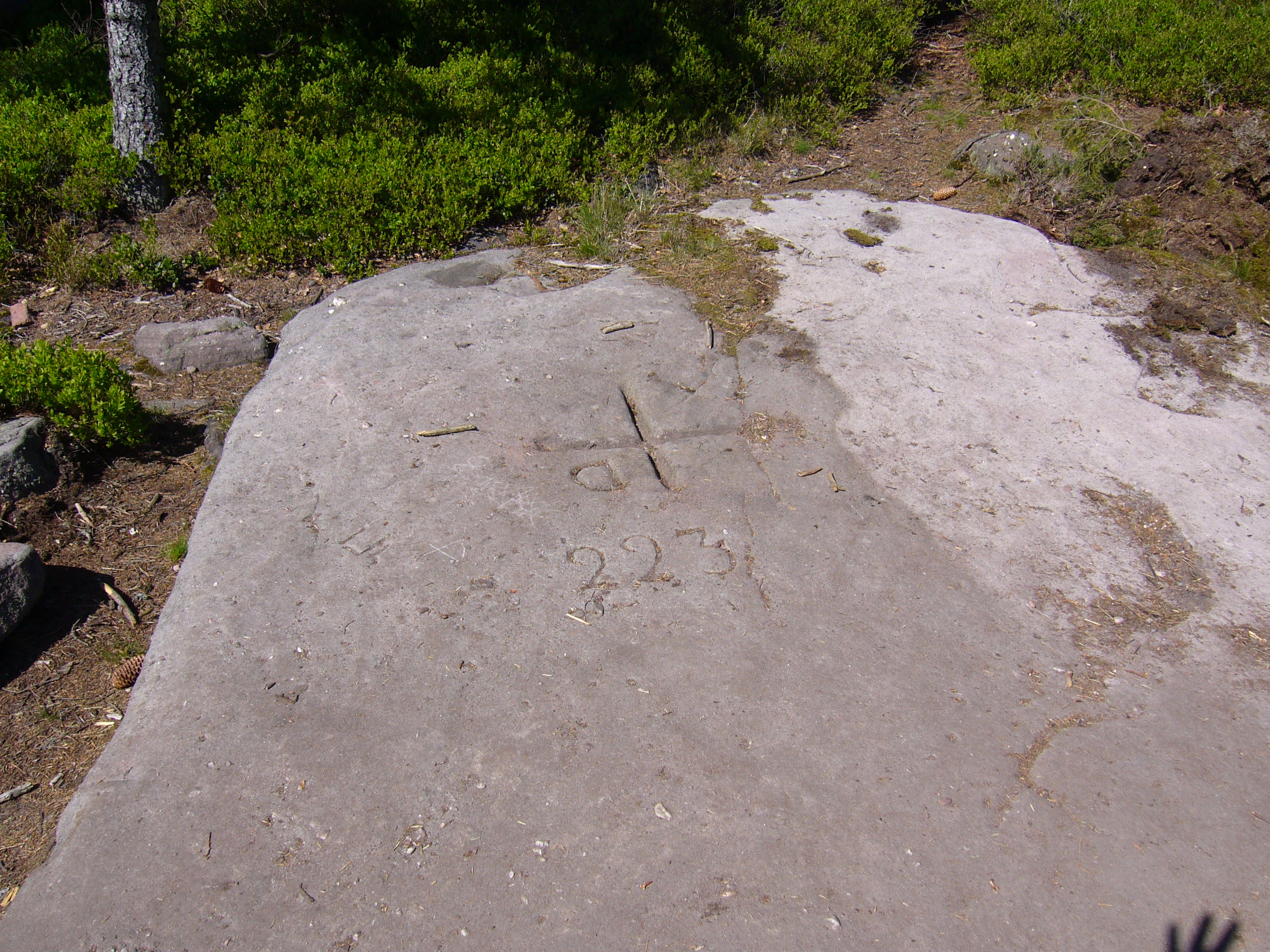
Borne rocher longeant le sentier qui va vers le rocher des Reptiles.

Lorsque la France a rendu la Lorraine au duc Léopold Ier, les anciennes possessions du Hinterwald sont restées à l'Alsace. Enfin, il existe une autre curiosité au sommet du Taennchel : l'existence de nombreuses bornes armoriées délimitant les frontières entre les différentes communes qui datent de plusieurs époques. Un premier abornement a eu lieu en 1583 entre les communes de Thannenkirch, Bergheim et Rodern. Ces bornes sont marquées par les lettres T (Thannenkirch), B (Bergheim) et R (Rodern). En 1718, la commune de Lièpvre, suivant une sentence arbitrale entre le France et le Duché de Lorraine a procédé à une plantation de pierres-bornes pour délimiter la frontière entre la Lorraine et l'Alsace. Ces pierres-bornes vont du Spiemont jusqu'au rocher du Reinolstein sur la crête du Taennchel. Ces bornes sont au nombre de 26. La borne no 1 se trouve au Reinolstein avec la croix de Lorraine puis les autres bornes ne sont gravées qu'avec une simple croix sur le sommet de la pierre. En 1828 la commune de Thannenkirch a procédé à un nouveau tracé de bornes au Taennchel pour la partie de la forêt la concernant. La commune de Ribeauvillé a procédé à un autre tracé de frontières en 1812 puis en 1874 pour la partie de la forêt domaniale qui lui revient. Les pierres-bornes marquant la frontière avec Ribeauvillé sont gravées par la lettre R. On trouve aussi sur d'anciennes bornes les lettres S.P qui veulent dire Sankt-Pilt, soit Saint-Hippolyte qui appartenait encore avant le traité de Paris au Duché de Lorraine.

## Quelques détails historiques

### Le sommet du Reinolstein

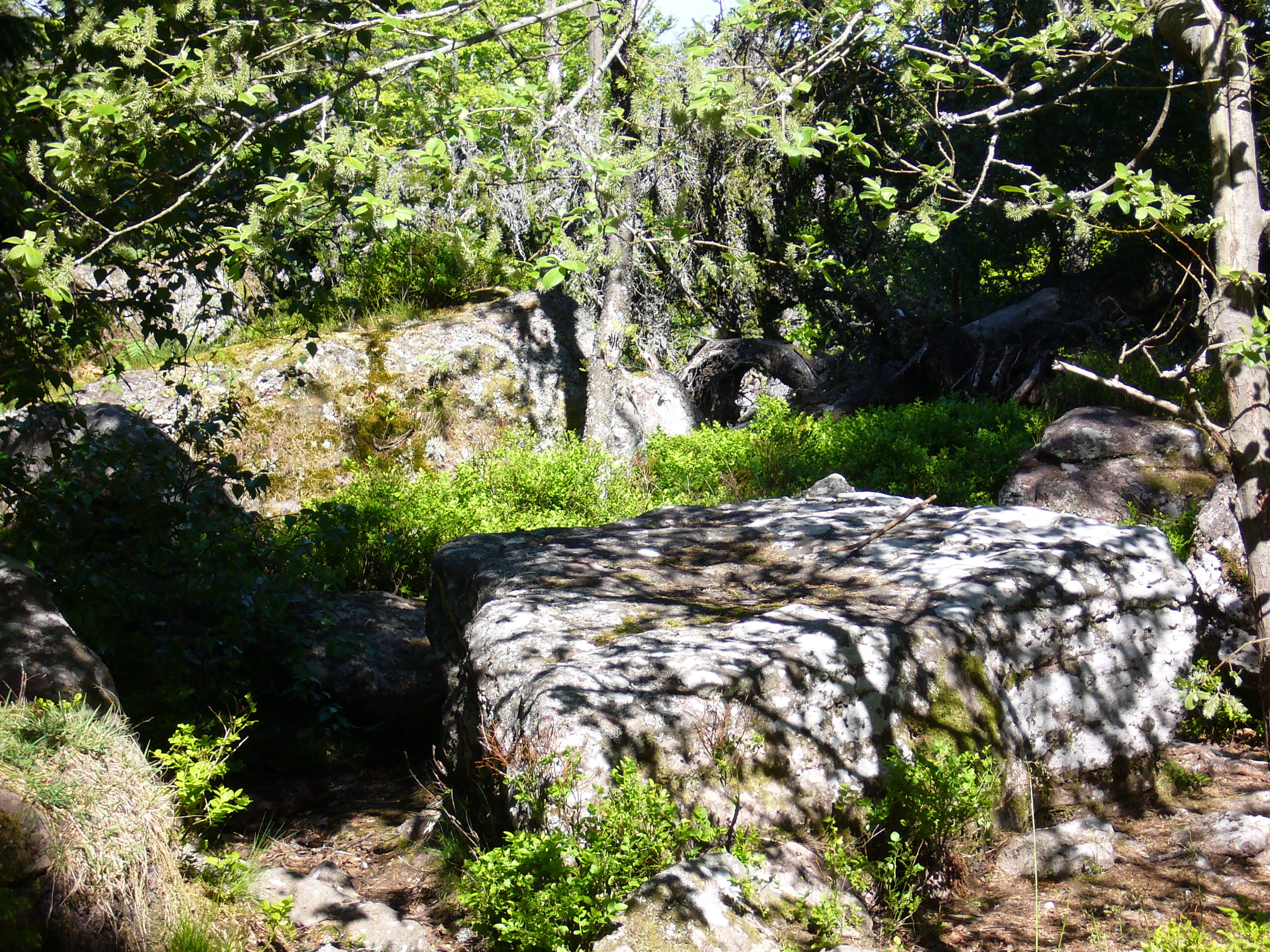
Rocher du Reinolstein (altitude 982 m).

Le sommet du Reinolstein a été un point de repère pour tracer les limites de territoires entre les Ribeaupierre et les différentes communautés. Un premier tracé a été effectué par Maximilien Ier de Ribeaupierre en 1436 dont il existe encore un repère sur l'une des roches au sommet.

### Le rocher de la Paix d'Udine

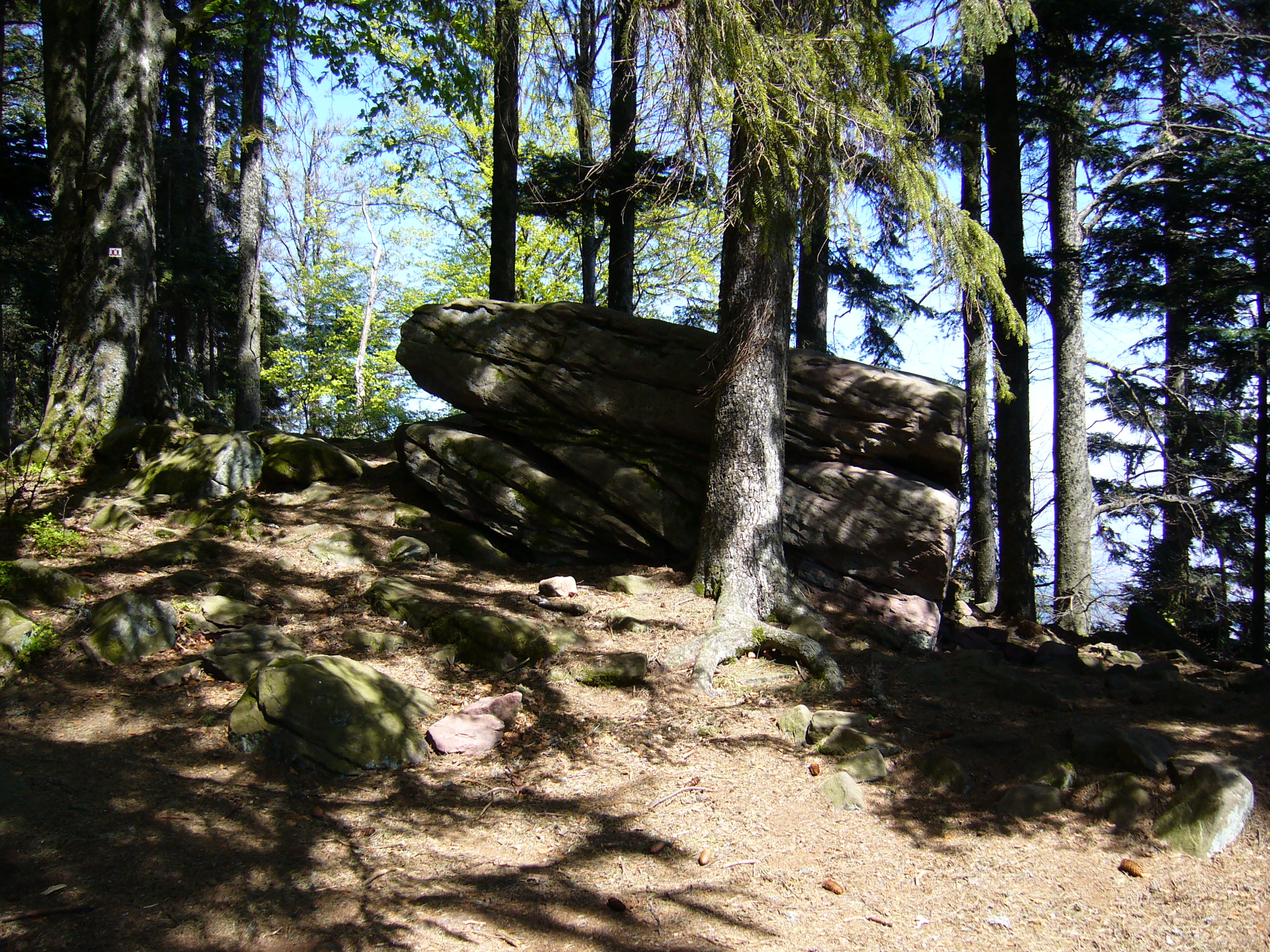
Rocher de la Paix d'Udine.

Ce rocher se trouve sur la pointe extrême du Taennchel antérieur appelé également Grand Taennchel à une certaine époque. Il se situe légèrement à l'écart du sentier de crête qui longe le mur païen et a la forme d'un autel naturel de 4,70 mètres et de 1,70 mètre de haut. Ce rocher a la particularité de porter sur son flanc droit, du côté du sentier des randonneurs, une inscription gravée dans la roche qui évoque un fait historique de l'époque révolutionnaire. Cette inscription ainsi formulée A LA PAIX D'UDINE MG. DK. LS. JB. CE. 22 Br.VI rappelle qu'à Udine fut signé en 1797, le traité entre la France et l'Autriche qui consacra les conquêtes de la révolution. En souvenir de cette date mémorable, quelques citoyens de Ribeauvillé gravèrent sur la roche leurs noms sous forme d'initiales : Michel Greiner, David Koehler, Louis Steiner, Jacques Beyser, Charles Eberhard. La ligne du bas représente la date du 22 brumaire de l'an VI du calendrier républicain qui correspond au 12 novembre 1797, soit un dimanche. Elle rappelle que dans le canton italien d'Udine a été signé le 17 octobre de la même année le fameux traité de Campo-Formio entre la France et l'Autriche dont le général en chef était Napoléon Bonaparte.

### Le rocher du Venuskopf

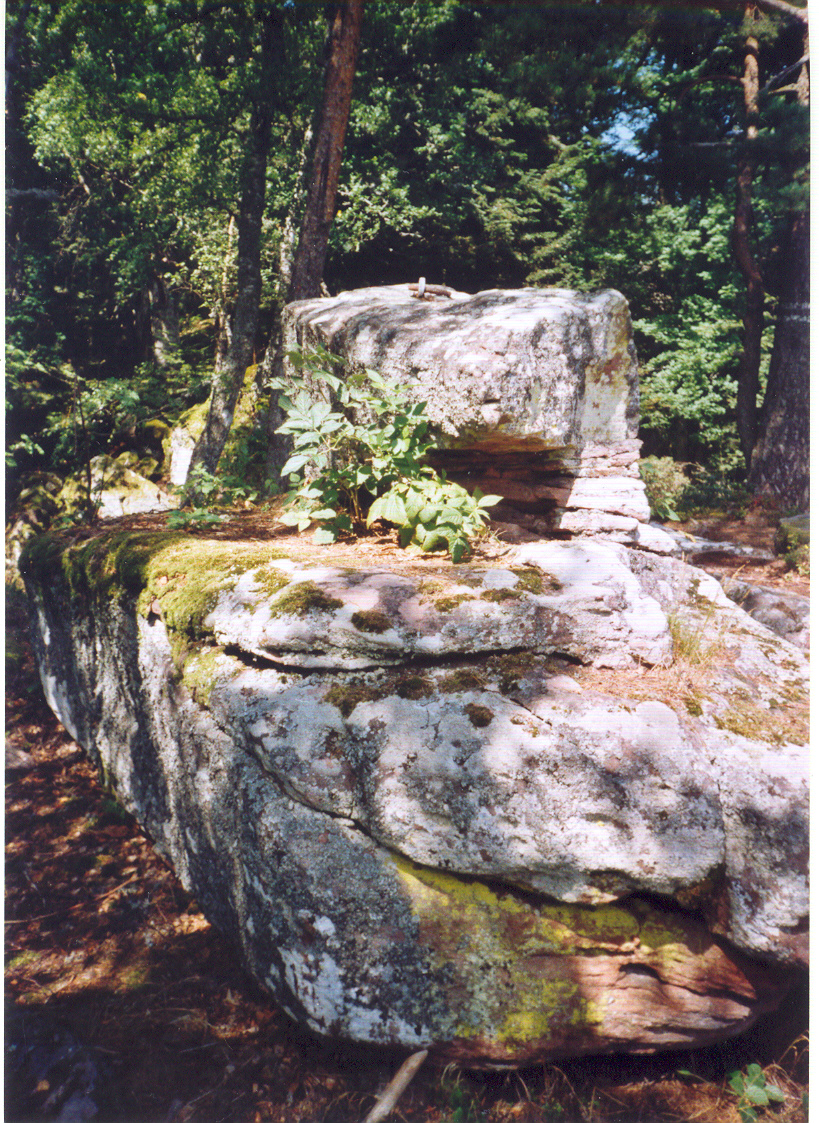
Sommet du Venuskopf au Taennchel.

Ce rocher a la forme d'un parallélépipède. Sur son sommet, on y trouve la lettre F qui reste difficilement déchiffrable. On y distingue également une croix, l'année 1763 et un numéro d'abornement. Les écussons ne sont pas visibles. En juillet 1943, un habitant des Verreries y a scellé un anneau en fer portant d'un côté son nom : Scheidecker (EDAX = Eugène Donath, Alphonse Xavier) et de l'autre l'inscription « leben in Frieden ».

### Les Trois grandes tables

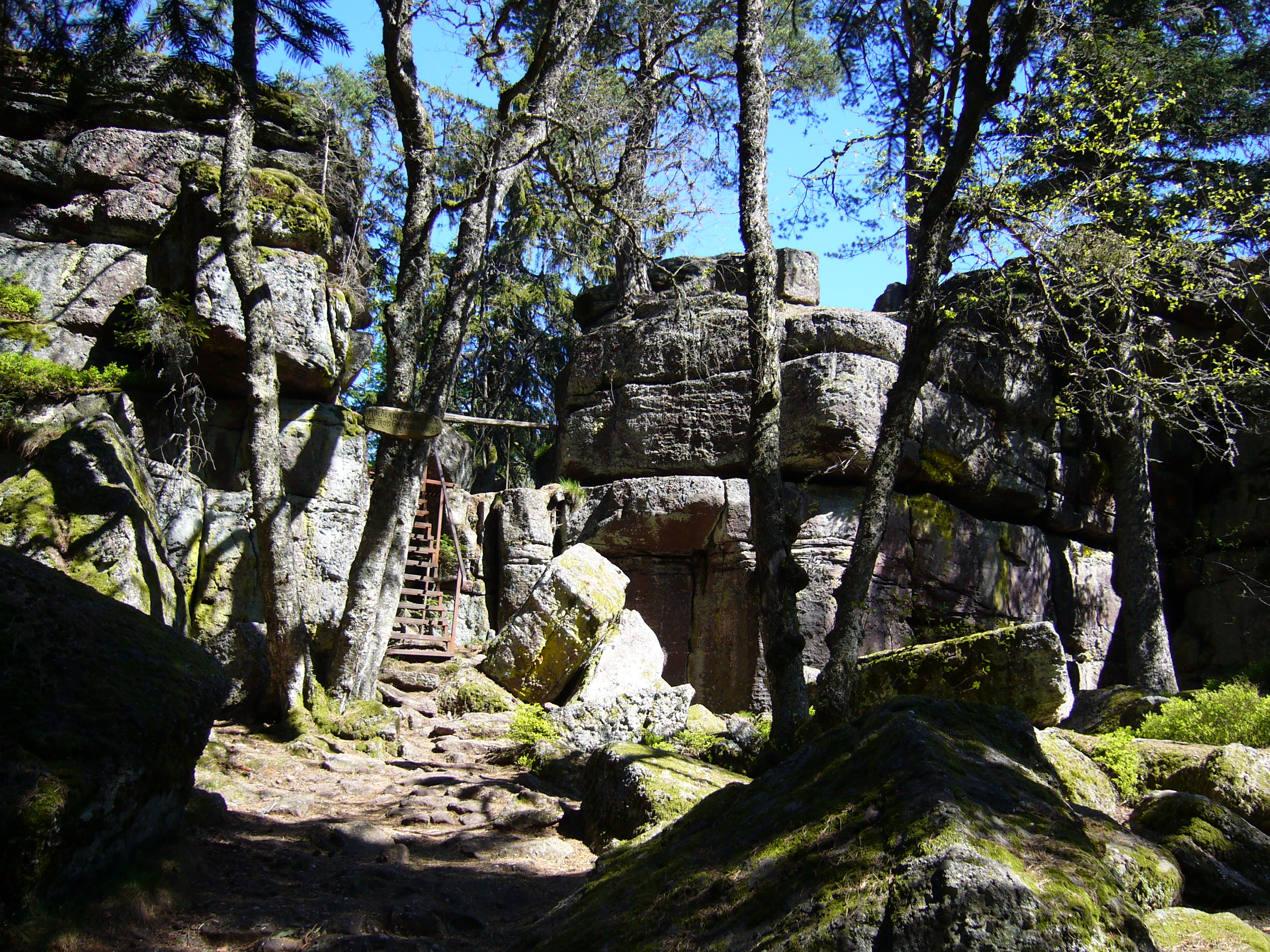
Les trois grandes tables.

Les Trois grandes tables ou rocher de l'Anneau forment l'un des phénomènes les plus bizarres de cette montagne. Sur cette roche principale est gravée une inscription SALUS IN DILUVIO NOAE. J.J. BECKER MDCCCLXXIX (1879) accompagnée d'un énorme anneau en fer scellé dans la pierre. L'auteur de cette allusion humoristique était un employé d'administration de Ribeauvillé. Elle fait suite à une ancienne tradition qui veut que les anneaux en fer servaient de point d'ancrage pour amarrer des bateaux à une époque où un vaste lac couvrait la vallée du Rhin, entre la Forêt-Noire et les Vosges, depuis les Alpes jusqu'au Taunus.

### Le Rammelstein
Sur le Rammelstein (989 mètres), trois statuettes ont été trouvées en 1998 par deux fouilleurs clandestins du val de Lièpvre. Elles représentent les divinités du panthéon alémanique : Loki et deux fois Wotan. Ces statuettes se trouvent actuellement au musée Unterlinden de Colmar.

### L'abri russe
Il existe au Taennchel un abri formé d'une plate-forme rocheuse qui a été habitée par deux prisonniers russes au cours de la Première Guerre mondiale. L'armée allemande utilise à cette époque de nombreux prisonniers russes pour divers travaux, réfections de routes, travaux agricoles, etc. Cet « abri russe » se trouve à 200 mètres en amont du Kleinfels (altitude 850 m). À environ 20 mètres à droite de la piste se trouve une plate-forme rocheuse, dont une plaque fixée sur un arbre indique la mention « abri russe » et une flèche donnant la direction. L'abri forme une espèce de dolmen composé d'une énorme dalle qui repose sur deux autres rochers verticaux formant ainsi un abri. Cette caverne est fermée à l'avant (côté nord) par un muret en pierres sèches laissant une ouverture centrale en guise de porte. Vers 1917 deux prisonniers russes réussissent à s'échapper et à se cacher dans cet abri de fortune. Ils se ravitaillent à Lièpvre, l'un des villages les plus proches ou à la ferme du Rotzel occupée alors par les époux Séraphin Stahl et Marguerite Halter et leurs enfants. Ils ont été propriétaires de la ferme du Rotzel de 1911 à 1936. Plus tard, l'un des fils du couple, Adolphe Stahl habitant Lièpvre confirmera cette version.

## Légendes sur le Taennchel
Le Taennchel est entouré de légendes plus ou moins en rapport avec les roches monumentales qui se dressent sur le plateau. Pour certains, le Taennchel était considéré comme un genre de sanctuaire pour les druides celtes qui célébraient le culte du soleil, des pierres, et du vent. La légende rapporte également que le Taennchel était peuplé à l'ère préhistorique de géants qui auraient transformé les animaux en pierre. D'après la légende, Vogesus abritait Wotan et ses deux corbeaux, Hugin et Munin. Ensuite, Wotan a confié le Taennchel à son fils Donner ou Taranis (celte).

### La fontaine Losbrunnen
D'après la tradition locale, le randonneur est invité à s'arrêter près de cette source et à boire un peu de son eau en formulant un vœu. La fontaine se trouve sur la face nord, après le refuge du Rotzel, mais elle est orientée vers l'ouest. Pour bénéficier des bienfaits de cette source, il faut laisser couler un peu d'eau le long des mains.

### Un fort courant revitalisant
Selon la légende, le sommet du Taennchel était considéré par les druides comme une ligne où passait un courant d'énergie avec des effets revitalisants et régénérateurs sur les personnes qui passaient à proximité ou qui s'y exposaient. La rumeur veut que le mur païen serait le tracé d'une ancienne faille géologique qui permettrait de matérialiser le passage de ce courant et guider les promeneurs à la recherche de cette énergie.

### Les trois petites tables
Elles auraient servi, d'après la légende, aux enfants des géants pour prendre leurs repas.

### Une montagne connue des Celtes?
Les Celtes connaissaient sans doute la montagne du Taennchel car, d'après la légende, ils y montaient pour y célébrer certaines fêtes et vénérer leurs dieux (Teutatès, Belenos, Taranis, Esus, Lug, Dagda, Brigit, Epona, etc.). En Alsace les Celtes vénéraient particulièrement le culte de Vogesus et Sucellus, le dieu au maillet, le maître de la vie et de la mort, le dieu du passage. La compagne de Sucellus est Nautosuelta, déesse de source et de vie. Sucellus est représenté par un homme d'âge mur, barbu, vêtu à la gauloise, tunique courte à ceinture, chaussé de bottes et accompagné d'un chien. Nantosuelta symbolise la fécondité, alors que Sucellus assure la survie des défunts grâce au vin de son tonnelet. Il nourrit les vivants et accueille les morts. S'il y a un rocher devant représenter le dieu Sucellus, c'est la pierre des Cordonniers dont la forme est celle d'un maillet.

## L'énigme du mur païen

### Description

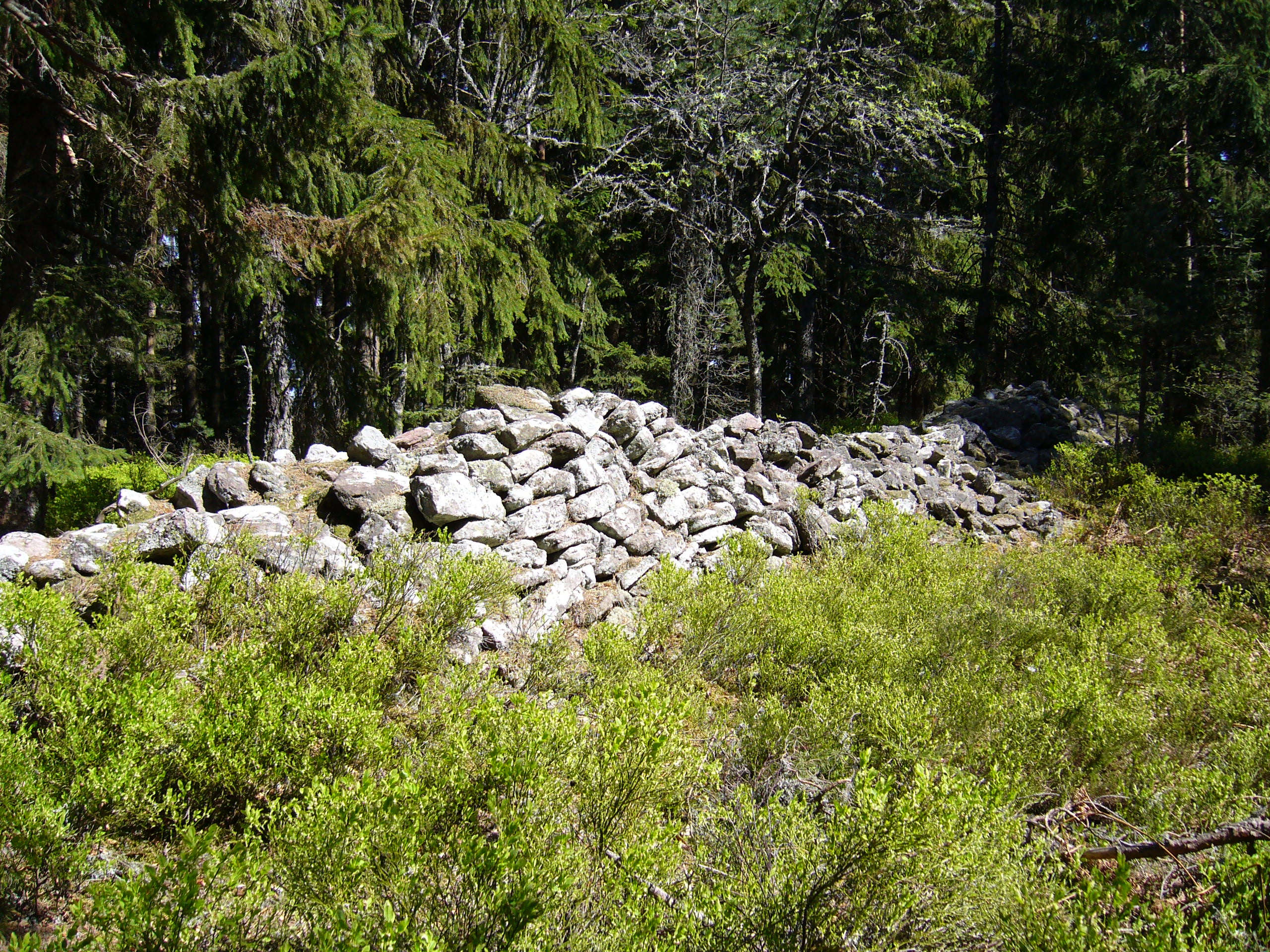
Fragment du mur païen au Taennchel.

Le mur païen représente la partie la plus intéressante et la plus discutée du massif du Taennchel. Ce mur d'une longueur de 2 300 mètres longe la crête de la montagne en direction du sud-est / nord-ouest et est incontestablement le monument le plus remarquable de son genre dans le Haut-Rhin. Il est souvent interrompu par d'énormes roches naturelles, auxquelles il vient s'appuyer pour ne former qu'un assemblage compact. Ce mur est construit en pierres plus ou moins uniformes superposées les unes sur les autres, sans aucune trace de maçonnerie. Le mur n'est pas bâti en ligne droite ; il décrit des courbes en certains endroits et est écroulé dans certaines parties de son tracé. Des mûriers sauvages couvrent peu à peu les débris de cette antique construction. La plus grande hauteur actuelle de la muraille est d'environ 1,80 mètre, et sa plus grande épaisseur ou largeur à la base, de 1,70 mètre. Les pierres, prises sur place, paraissent équarries, mais on trouve aussi de nombreux blocs taillés, mêlés à un appareil brut. Des quantités de pierres de la même sorte se hissent dans le voisinage du mur, enlevées de leur place primitive par les orages et les tempêtes, ou encore démontées par les randonneurs de passage. Ce mur n'a aucune ressemblance avec celui du mont Sainte-Odile ou du château du Frankenbourg qui ne sont qu'à quelques dizaines de kilomètres du Taennchel.

### Hypothèses

#### Un mur de défense élevé par les Romains?
D'après Philippe de Golbéry, le mur païen formait la limite entre Médiomatriques et Séquanes ou entre Séquanes et Triboques. D'autres historiens se prononcent pour une construction datant de l'époque pré-romaine ou gauloise. Certains évoquent aussi un retranchement pour les habitants de la plaine et des vallées voisines à l'époque où les hordes barbares envahissaient le pays. Faudel et Bleucher considèrent que le mur servait à l'époque celtique à un but religieux, mais ne formulent aucune opinion définitive. Schoepflin et l'abbé Grandidier y voient les restes d'un mur de défense de l'époque romaine qui garnissait la crête des Vosges, du Hohnack jusqu'à Bergzabern. Auguste Schricker considère la construction au haut de la montagne comme une limite de démarcation datant de l'époque romaine. F.X Kraus, l'industriel mulhousien, place la construction du mur à l'époque pré-romaine et y voit une limite des peuples gaulois. On constate donc que les points de vue des historiens ne concordent que très rarement. Plusieurs de ces historiens qui ont émis des hypothèses n'avaient jamais vu la construction du mur de près. Leurs assertions ne se basaient le plus souvent que sur des rapports provenant de sources plus ou moins suspectes.

#### Un mur qui marque les frontières entre les peuples médiomatriques et séquanes?

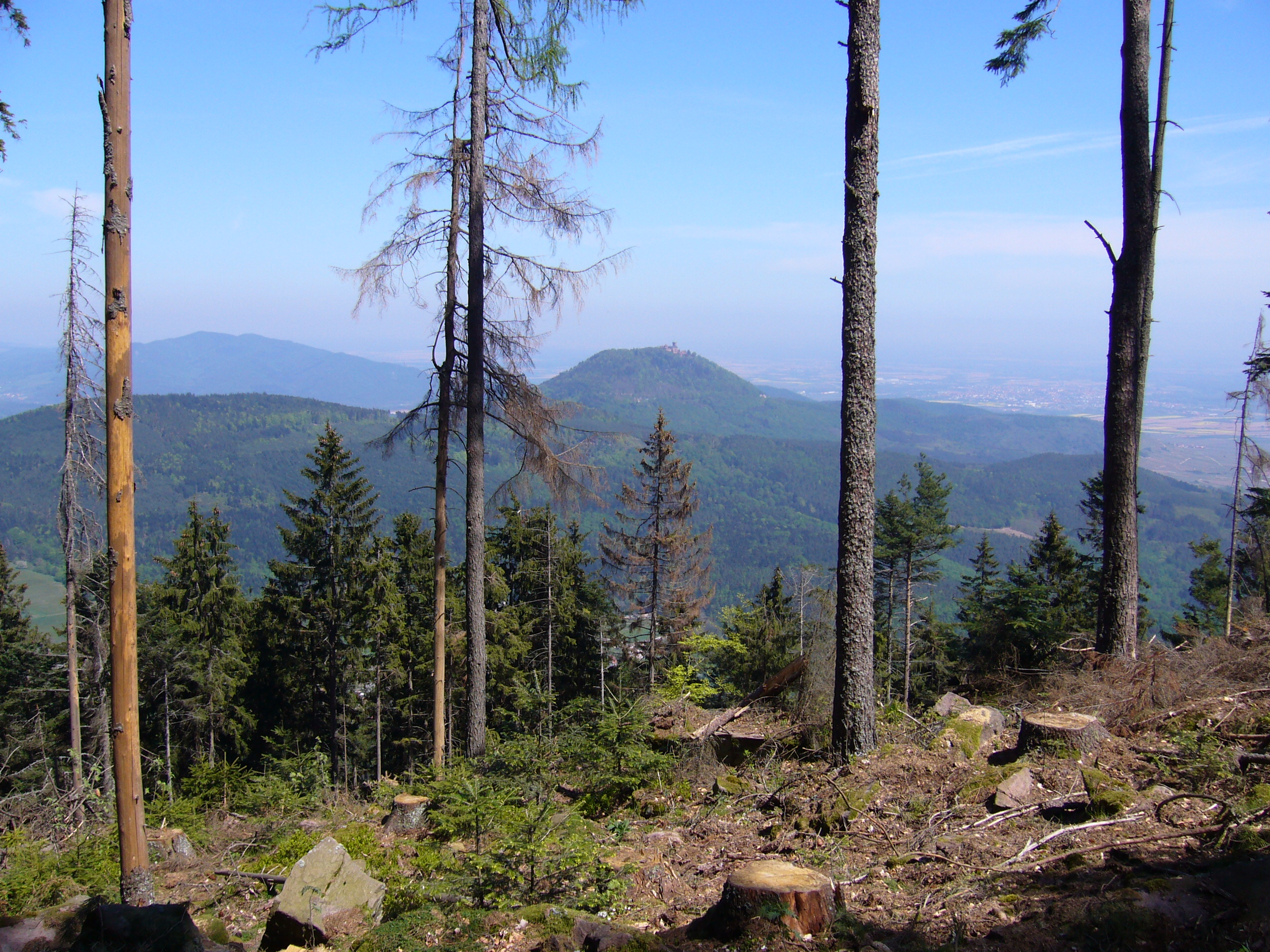
Vue sur le Haut-Koenigsbourg et la plaine d'Alsace depuis le Taennchel antérieur.

Golbéry donne au mur un âge beaucoup plus ancien. Pour lui, ce mur marquait la frontière entre les peuples médiomatriques et séquanes, voire triboques qui peuplaient l'Alsace avant l'arrivée des Romains.

#### Un mur bâti par les Pélasges?
Félix Voulot propose les Pélasges comme bâtisseurs du mur païen des Vosges. Ce peuple originaire de Grèce, fut chassé par les Hellènes. Il aurait alors émigré et se serait perdu dans les montagnes du Taennchel.

#### Un mur construit au Moyen Âge?

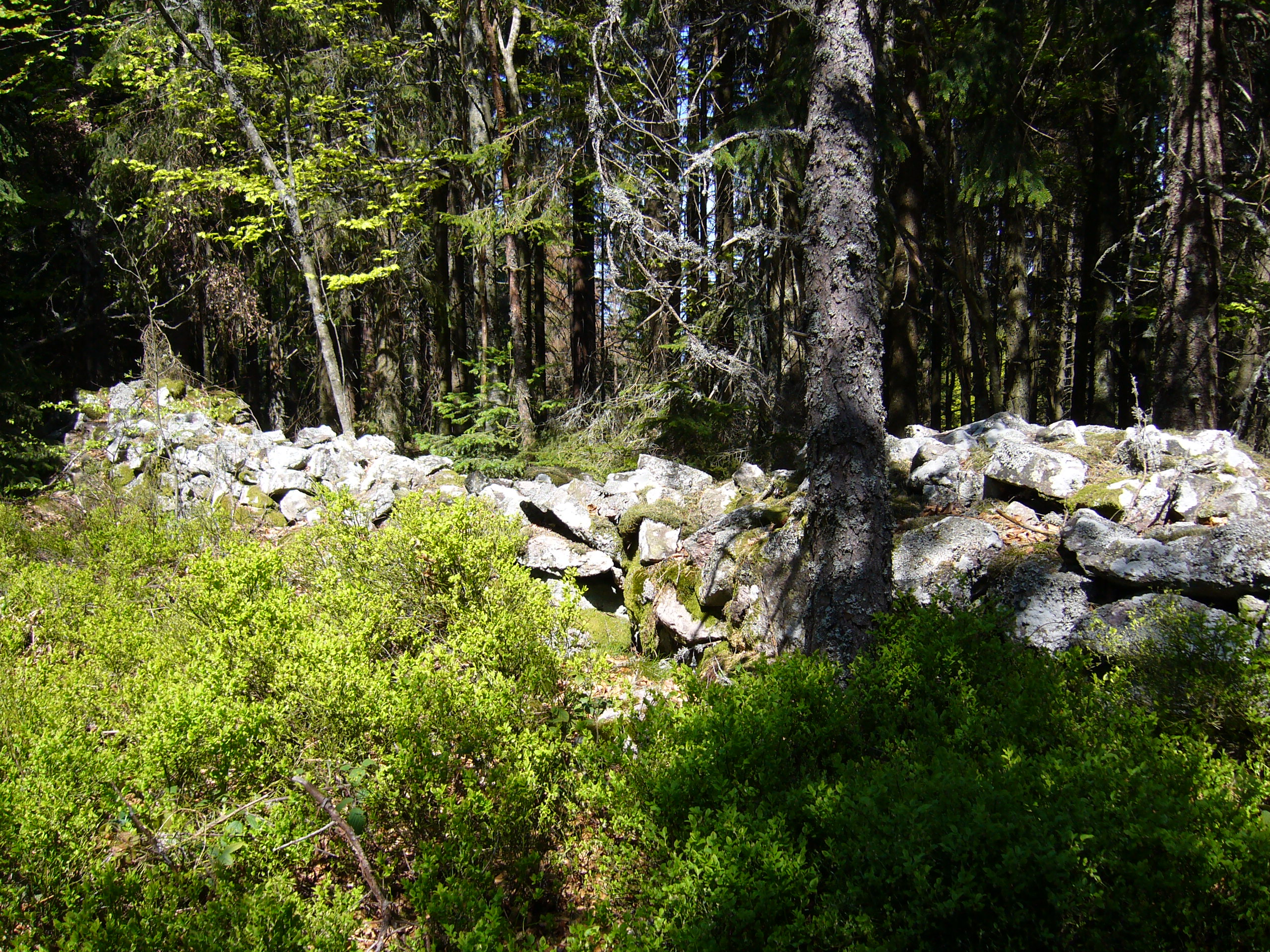
Autre fragment du mur païen.

De nombreuses dissertations ont été publiées sur la montagne du Taennchel jusqu'au jour où l'on a découvert aux archives de Bergheim un document de 1473 disant qu'il existait sur la crête une « haie en pierres » pour délimiter les propriétés appartenant de part et d'autre, aux Ribeaupierre et aux Rathsamhausen. Beaucoup estimaient alors que le mythe du mur païen avait vécu. Cependant d'autres se résignaient difficilement à admettre son oraison funèbre. Fritz Kessler faisait partie de ceux qui soutenaient que le mur datait de l'époque du Moyen Âge. Les archéologues qui ont cru y voir un ouvrage de cette époque se sont basés sur deux documents des XVe et XVIe siècles, conservés aux archives communales de Bergheim et utilisés surtout par B. Bernhard.
Par ces pièces datées de 1473 et 1537, nous savons qu'il existait au sommet du Taennchel une « haie en pierres » (Steinener Haag) qui servait de mur de délimitation entre les forêts de Ribeaupierre et de la petite ville de Bergheim. Toutefois, ces parchemins ne prouvent nullement que la construction date de cette époque ; ils nous indiquent au contraire que la muraille existait déjà au XVe siècle et qu'elle était utilisée alors pour marquer une limite. Mais on sait aujourd'hui que la haie en pierres mentionnée dans ces deux documents n'est pas le mur païen, mais le mur qui partait du rocher des Géants qui va vers le carrefour du Rotzel. Cette haie de pierres a été utilisée par les nobles de Rathsamhausen, propriétaires entre autres de Thannenkirch et les seigneurs de Ribeaupierre. Le 24 août 1470, Henri de Rathsamhausen, chevalier, cède à Guillaume de Ribeaupierre les droits qu'ils possèdent au village de St. Annekirch (Thannenkirch) avec revenus, redevances, forêts et juridictions sans réserve de justice et droits ecclésiastiques et laïques. Cette haie de pierres a été mentionnée pour la première fois dans une sentence arbitrale datant de 1473. Cette haie de pierres a souvent été confondue avec le mur païen, mais les deux constructions n'ont aucune ressemblance. Aucune hypothèse n'est pour le moment acceptable.

## Faune et flore

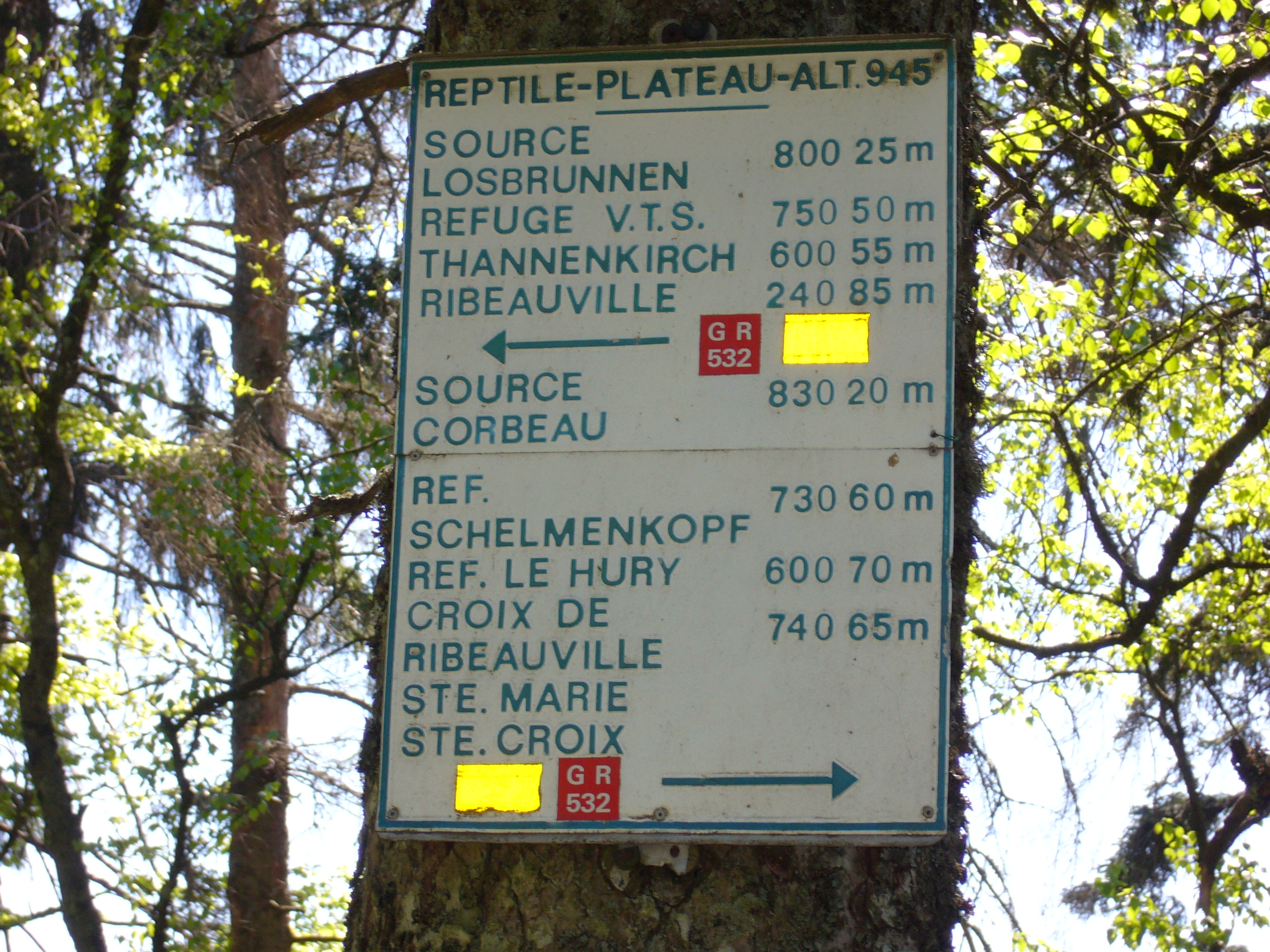
Panneau indicateur du Club vosgien situé près du rocher des géants.

Le massif du Taennchel est devenu une terre d'accueil pour la réintroduction du lynx en 1983 dans les Vosges. Riche de plus de 1 500 espèces végétales, de 200 espèces d'oiseaux dont le Grand Tétras, et de 60 espèces de mammifères, dont le chat sauvage, la montagne du Taennchel offre une mosaïque de milieux naturels où la biodiversité règne et où le randonneur vient de plus en plus pour se ressourcer.
Au point de vue botanique, on rencontre le hêtre sur les pentes inférieures méridionales et occidentales ; le sapin occupe de grandes étendues au nord et à l'est. Le pin y est plutôt rare. Les hauteurs sont jonchées de blocs en grès, couverts par endroits d'une mousse épaisse. La flore reste en général pauvre. Fougères et digitales croissent sur quelques emplacements humides et ombragés, tandis qu'ailleurs le genêt, la myrtille et les ronces couvrent le sol rocailleux et desséché.

### La réintroduction du lynx
C'est dans le cadre de l'opération « Grand Retour » du WWF France que la réintroduction du lynx a été programmée en étroite liaison avec le Groupe Lynx d'Alsace. La disparition du lynx en Alsace remonte à 1640 et l'ours brun fut exterminé entre 1750 et 1760.
Le premier lâcher a été effectué le 5 mai 1983 dans le massif du Taennchel avec l'appui de l'Office national des forêts. Le projet de lâcher quelques exemplaires de lynx fut vivement critiqué par les éleveurs et les chasseurs craignant pour la survie de leur cheptel. D'autres personnes, sous l'emprise d'une peur atavique du loup-cervier de nos ancêtres, se joignirent aux doléances des adversaires du lynx. Trois animaux, deux mâles de 19,5 et 21 kg et une femelle de 15,5 kg capturés en République tchèque et munis de colliers radio-émetteurs pour permettre le pistage de leurs déplacements sont lâchés dans le massif du Taennchel. Transférés dans des cages situées au cœur de la pente du Taennchel, le site du lâcher, ils ont effectué une période de repos et subi une vaccination anti-rabique avant qu'ils ne soient libérés. Le premier couple, Xenie et Boric, libéré le 2 mai 1983 est resté à proximité du point de lâcher, ce qui prouve qu'ils se sont très vite acclimatés. Le mâle Boric a été retrouvé mort le 10 janvier 1984 dans la forêt de Willer-sur-Thur, victime d'un braconnier. Un autre lynx mâle, Alex, libéré le 4 juin 1983 au Taennchel a disparu le 28 octobre 1983 des contrôles télémétriques. On retrouvera son crâne le 24 mars 1986 non loin de son lâcher dans la forêt domaniale de Ribeauvillé. Il est arrivé à maintes reprises, dans d'autres circonstances, que les lynx se dispersent sur de grandes étendues.
Ce premier lâcher fut suivi par sept autres à la fin de 1991. On peut dire que jusqu'en 1993, vingt-et-un animaux ont été réintroduits dans le massif vosgien dont quinze en particulier au Taennchel. Cinq ont disparu ou ont été abattus. Tous les lynx sont suivis régulièrement par télémétrie et radiopistage. Un autre couple de lynx, Hectorine et Sixty, ont été lâchés dans le massif du Climont le 27 mars 1987. Tatra, une femelle lynx, a été lâchée au Taennchel le 24 mars 1992. Au total, treize lynx ont été introduits dans le massif du Taennchel, quatre dans le massif du Climont et deux dans le massif du Rossberg. Six ont été retrouvés morts par maladie ou tués par balle. En théorie, il reste, dans ces trois massifs qui se jouxtent, douze lynx vivants. Récemment, un lynx a été aperçu au-dessus de la crête de Sainte-Marie-aux-Mines, ce qui prouve que le lynx s'est très bien acclimaté dans les environs. De nombreuses mises bas sont signalées par les correspondants du Réseau lynx, créé par l'Office national de la chasse et de la faune sauvage (ONCFS). Tous les indices, empreintes, poils, excréments, cadavres, hurlements ou observations visuelles sont recueillis. Ainsi 74 rapports sont enregistrés durant douze mois dans les Vosges, chevauchant les années 2006-2007.
Il apparaît aujourd'hui, que le lynx s'est durablement installé dans les Vosges, avec des reproductions attestées (Taennchel, La Hingrie près du col de Fouchy). Les hauteurs du val de Lièpvre et du val de Villé font partie des territoires qu'il fréquente. Sa discrétion et la densité encore faible de son peuplement sont ses meilleurs atouts pour échapper à l'homme, son seul prédateur.
Le lynx est un animal en voie de raréfaction. C'est un superprédateur qui a sa place dans l'équilibre naturel de la forêt. Il empêche les chevreuils de devenir trop nombreux ce qui est nuisible. En capturant les animaux malades ou faibles, il améliore l'état sanitaire des animaux sur place. Le lynx ne vit qu'en forêt : les Vosges étaient le seul massif français où il était absent. Le lynx chasse à l'affût. Il attaque les proies à la gorge pour les étouffer. Les proies du lynx sont le chamois, les petits rongeurs, le cerf, le chevreuil, les petits carnivores, le lièvre, le renard. En 2006 on estimait que le massif des Vosges avait entre 30 et 40 lynx. Le massif du Taennchel reste l'un des endroits de prédilection des chasseurs en raison d'une forte densité de cerfs, de chevreuils et de sangliers. Mais la population des lynx vosgiens reste encore fragile en raison d'un braconnage fréquent et des risques liés à la chasse et à la circulation automobile.

### Le Taennchel classé «zone de tranquillité»
Dans son assemblée générale du 16 mars 1963, le Club vosgien de Ribeauvillé exprimait le souhait de classer le massif du Taennchel comme « zone de tranquillité ». Le dossier a ensuite été repris par les Amis du Taennchel dont l'existence remonte à l'année 1966. Ce projet s'est finalement concrétisé à la suite d'un arrêté préfectoral daté du 3 août 1970 dans le cadre de l'Année européenne pour la protection de la nature.

## Tourisme

### Le sentier botanique
Il existe un sentier botanique au départ de Thannenkirch permettant de découvrir les richesses forestières du massif et leur exploitation. Il est long de 3 kilomètres et se parcourt en 1 h 30 min environ. Il a été créé par les Amis du Taennchel.

### Itinéraires d'accès au sommet
Il existe plusieurs possibilités pour se rendre sur le sommet du Taennchel, soit en se rendant à Thannenkirch, Ribeauvillé, Lièpvre, Sainte-Croix-aux-Mines ou Sainte-Marie-aux-Mines.

#### À partir du Haut du col de Ribeauvillé

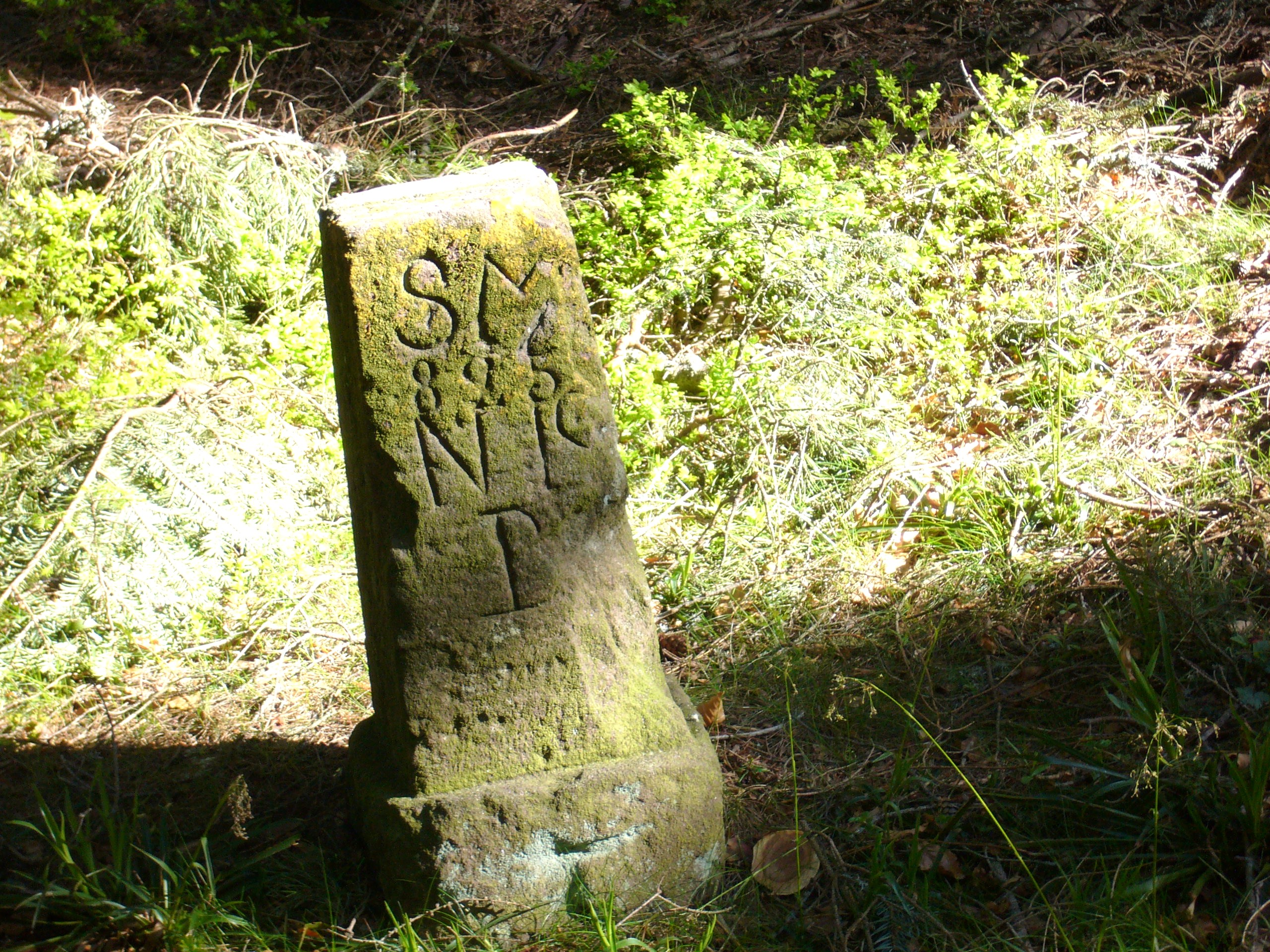
Ancienne borne séparant le Duché de Lorraine et l'Alsace au Col du Haut Ribeauvillé et longeant la forêt du Hury à Sainte Croix-aux-Mines.

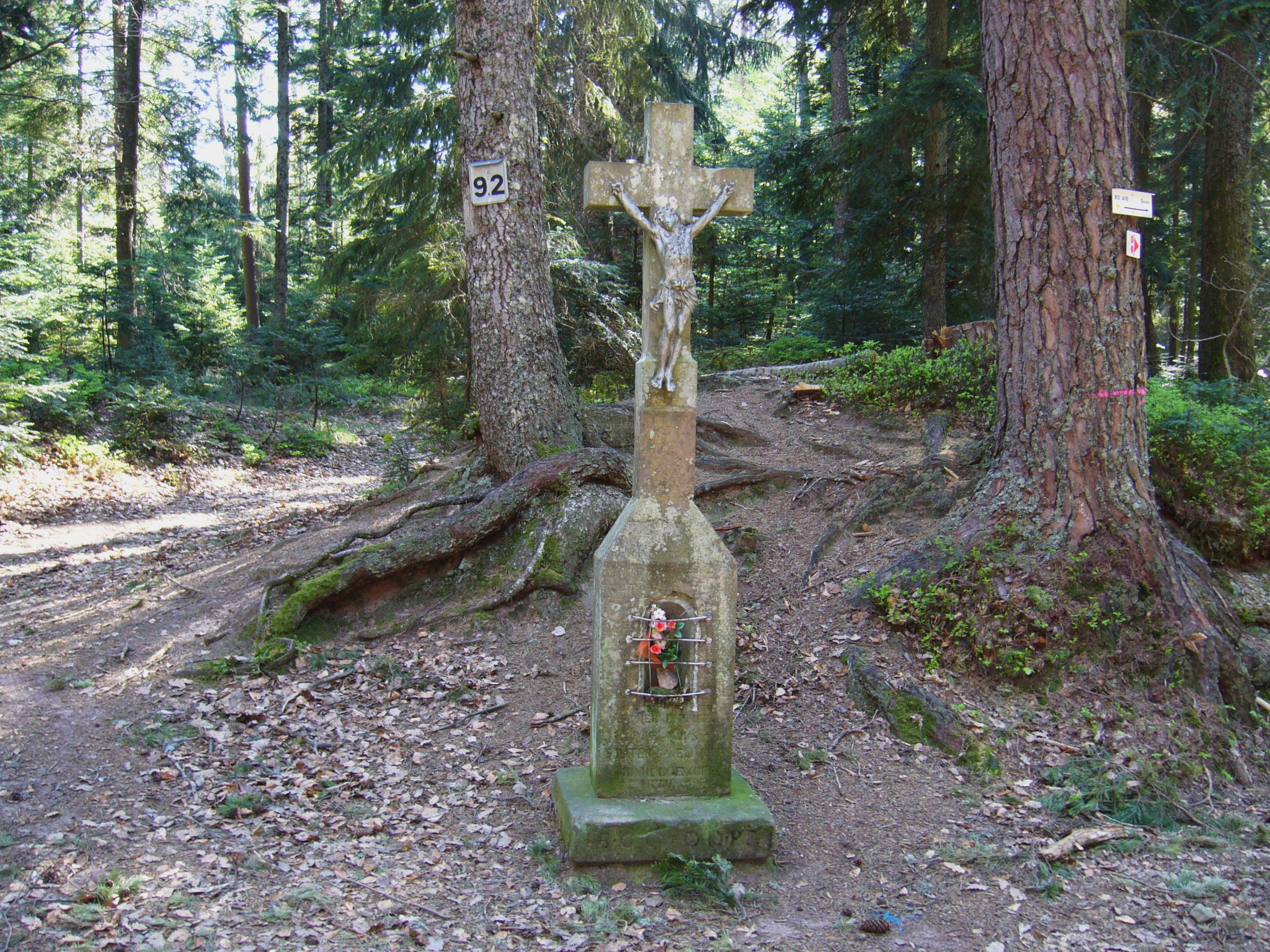
Croix du Haut de Ribeauvillé au pied du massif du Taennchel.

Depuis Sainte-Marie-aux-Mines, on emprunte la route départementale 416 qui va à Aubure et qui passe par le Petit Haut. Il faut laisser la voiture au col Haut de Ribeauvillé (742 m) ou mieux encore à la croix de Ribeauvillé où se trouve un abri financé par Maurice Burrus, industriel de Sainte-Croix-aux-Mines, qui a été inauguré le 9 août 1936 par le Club vosgien de ce village. À côté du refuge Maurice Burrus se trouve la croix de Ribeauvillé qui abrite une statuette de la Vierge avec l'inscription « Ô Sainte Vierge priez pour nous ». Ce monument érigé en 1870 porte les initiales des donateurs qui apparaissent sous les lettres IB, GG + OD, PD. On emprunte alors un sentier très raide, à gauche, couvert de sables, qui atterrit au Rammelstein, dont les premières roches apparaissent à un kilomètre. En poursuivant ce sentier, on arrive à la Roche des 3 petites tables. Avant d'arriver sur le plateau, on croise un sentier qui part à droite vers le Venuskopf. Sur ce dernier chemin forestier, on peut admirer quelques anciennes bornes des verriers qui ont travaillé entre 1657 et 1745 aux lieux-dits des Grandes et petites verreries où ont travaillé des ouvriers savoyards, vénitiens, lorrains et de la Forêt-Noire. Certaines bornes sont datées de 1787 et martelées d'un calice sur pied qui était l'emblème des verriers. Dans d'autres cas, on aperçoit clairement les armoiries des Ribeaupierre et les lettres GLB (Glasser Bezirk).

#### DepuisSainte-Croix-aux-Mines

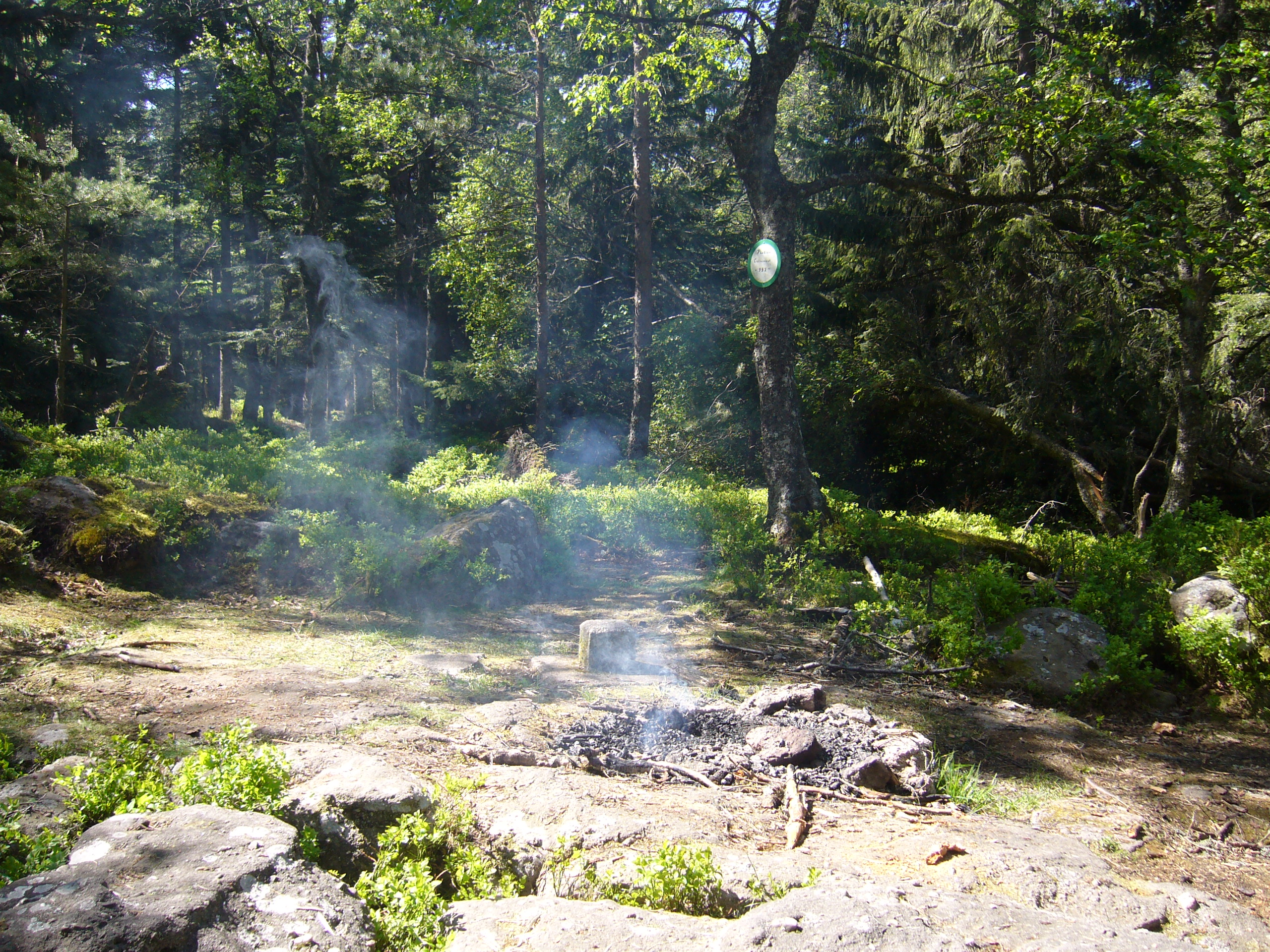
Le Rammelstein : point culminant du Taennchel à 989 mètres.

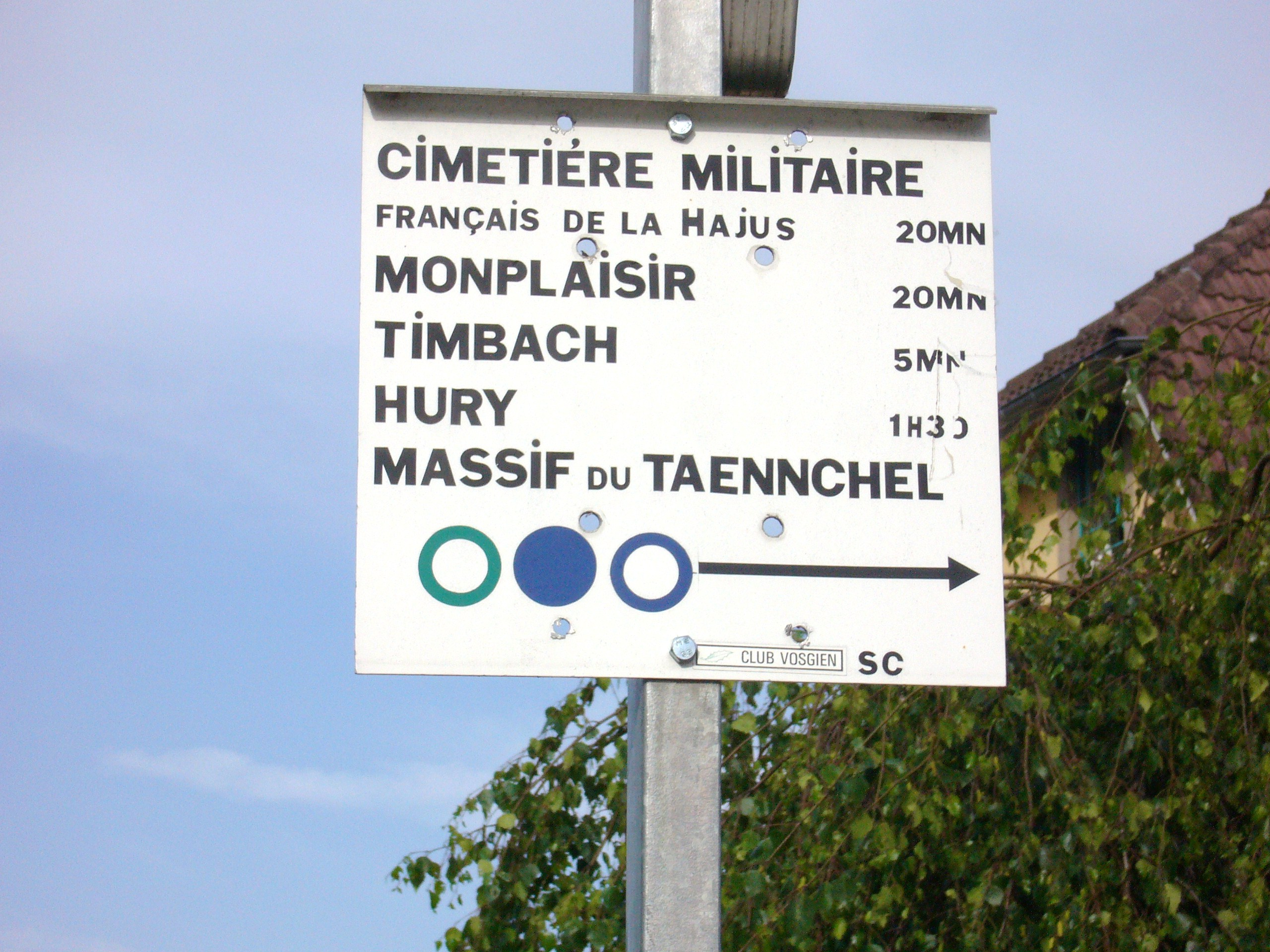
Panneau indicateur rue de la Timbach à Sainte Croix-aux-Mines.

On peut se rendre au même endroit en empruntant la route bitumée forestière du Hury qui part depuis le centre de Sainte-Croix-aux-Mines, après la route du Petit Rombach, et qui passe près de la ferme Didion, non loin de la maison forestière. Ensuite il faut marcher environ un bon quart d'heure pour arriver à la croix de Ribeauvillé. À partir de ce lieu on peut apercevoir plusieurs panneaux qui donnent des indications sur les circuits pédestres dont l'endroit est présenté comme une zone de tranquillité. Il faut environ 45 minutes à pied pour atteindre l'un des sommets du Taennchel dont le Reinolstein qui culmine à 982 mètres. On peut aussi emprunter la route qui passe par la Timbach, à l'entrée du village de Sainte-Croix-aux-Mines qui permet de rejoindre le Hury permettant d'accéder au Taennchel par plusieurs chemins forestiers.

#### DepuisLièpvre

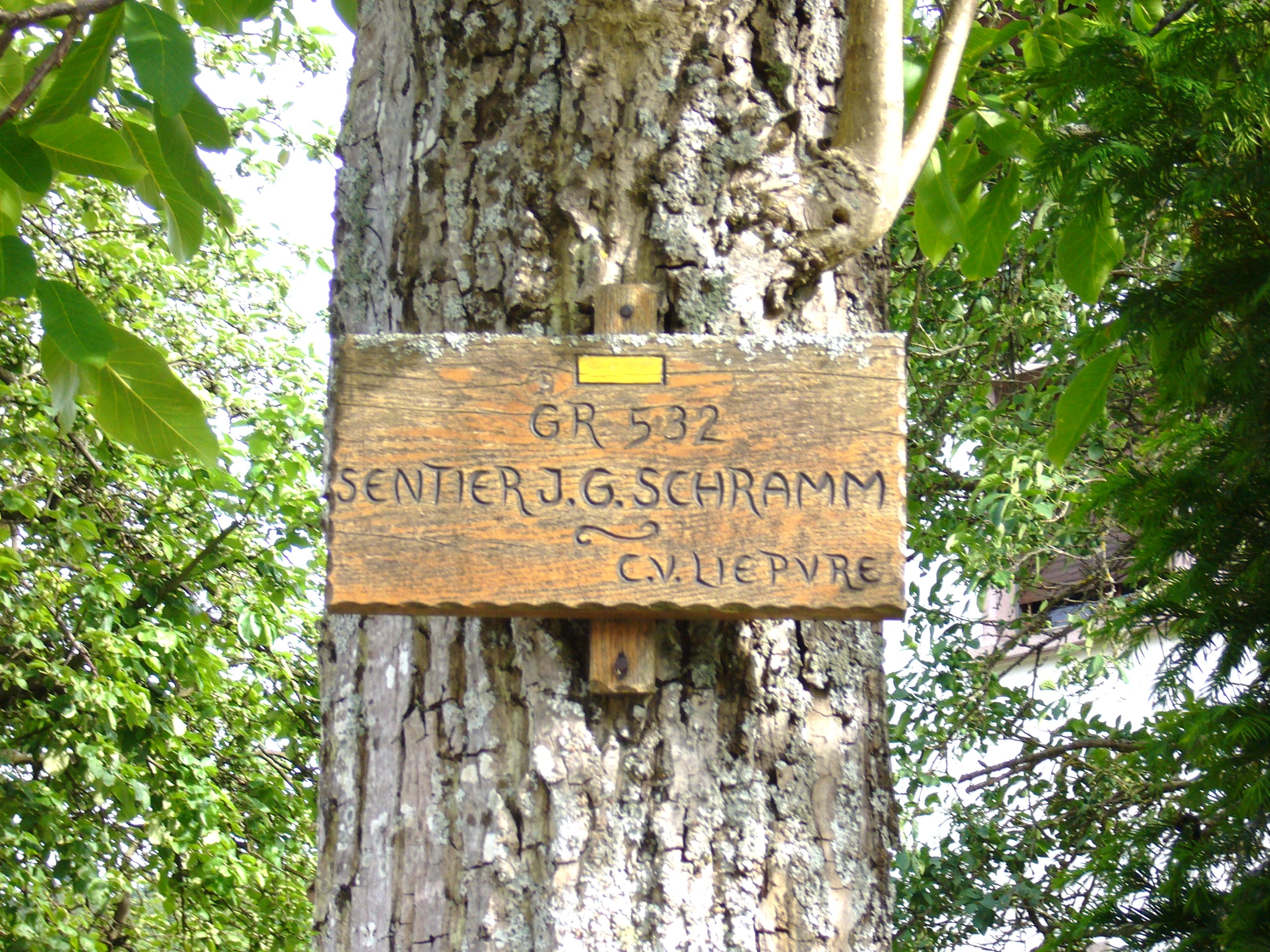
Sentier Schramm à Lièpvre.

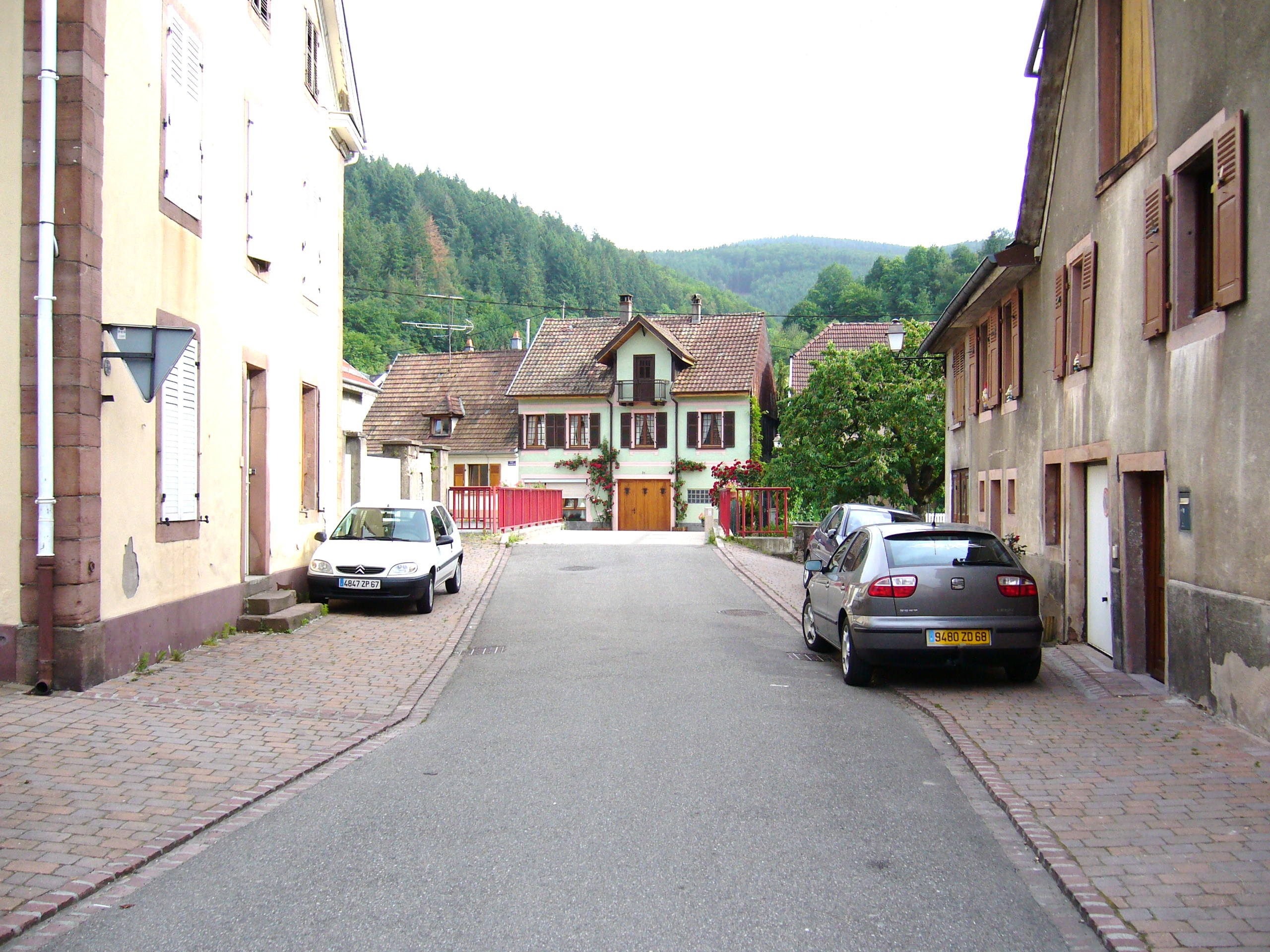
Route menant au Hoimbach après la mairie de Lièpvre.

On accède également au Taennchel en empruntant la route vers la gauche en venant de Sélestat juste après la mairie et la route de Rombach-le-Franc. Ce chemin rejoint le lieu-dit du Hoimbach en passant par le sentier Schramm. Continuer et suivre le rectangle jaune qui rejoint d'abord le Schweinsbach, puis le Schwartz. De là il faut continuer jusqu'au Sandweg puis au Kesselthal et ensuite à l'abri du Rotzel. Près du tunnel, vers le Hoimbach un autre chemin part vers Frarupt qui permet aussi de rejoindre le carrefour du Rotzel où se trouve un abri refuge. La durée de marche de Lièpvre jusqu'au Rotzel est d'une heure. À partir du carrefour il faut encore marcher pendant 40 minutes en passant près de la source Lossbrunnen pour arriver au sommet du Taennchel, qui débouche près du rocher des Géants qui se trouve à une altitude de 949 mètres. On peut aussi arriver au carrefour du Rotzel, en empruntant en voiture, depuis Lièpvre la route de Thannenkirch jusqu'au col du Schaenzelkopf et de là prendre un chemin forestier non bitumé qui va jusqu'au carrefour du Rotzel et passe par le refuge des Vosges Trotters de Sélestat. Ce refuge se trouve situé à 678 mètres d'altitude au pied du massif du Taennchel qui est distant de 3 kilomètres du carrefour. Ce chemin peut être fait en voiture, ce qui fait gagner une heure de route à pied. Mais il faudra quand même grimper à pied la montagne du Taennchel avec un dénivelé assez important dont la durée est de 40 minutes environ. Le carrefour du Rotzel situé à 729 mètres d'altitude se trouve en contrebas de la crête du sommet. Il suffit ensuite de grimper jusqu'au sommet en suivant le chemin balisé par un rectangle jaune. Après une montée assez raide le sentier débouche à la Pierre des Cordonniers qui est un assemblage de deux blocs de grès superposés. Un bloc horizontal repose sur un bloc vertical haut de 3 mètres. L'ensemble ressemble à une enclume de cordonnier. Depuis le rocher des Géants (949 mètres) on peut se rendre dans plusieurs directions dont le mur païen qui se trouve à environ 1 kilomètre sur le sentier qui va à gauche. Ce mur d'une longueur de 2 300 mètres est l'une des curiosités les plus discutées et qui soulève le plus d'interrogations.

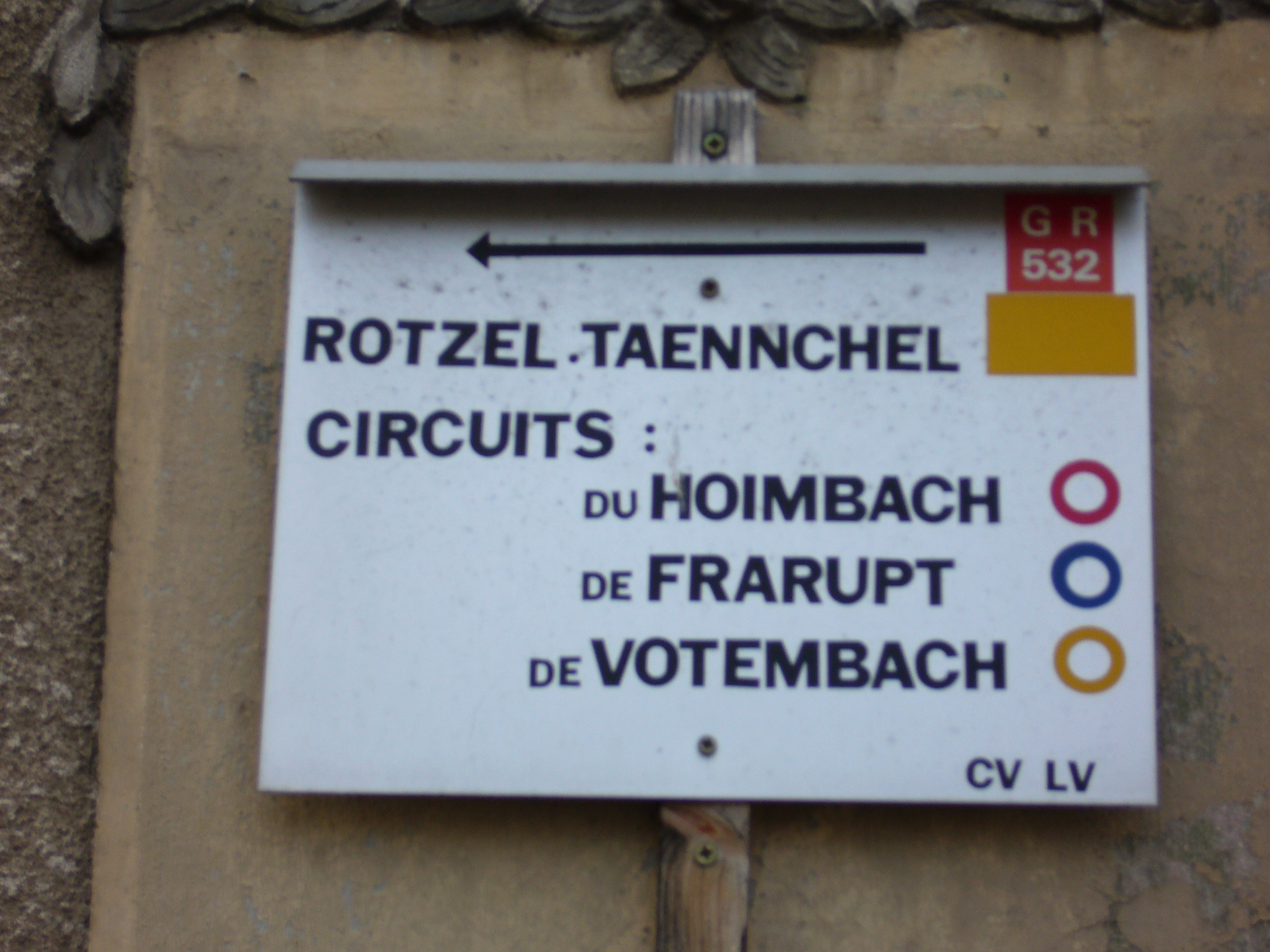
Panneau du Club vosgien à Lièpvre.

Le ban de Lièpvre rejoint la limite du ban de Ribeauvillé par un seul passage situé sur le sommet du Reinolstein à l'ouest de la crête du Taennchel. On peut découvrir sur le rocher le plus avancé de ce sommet des marques d'abornements au milieu des desquelles on aperçoit une croix grecque et dans le coin supérieur une petite croix de Lorraine et les numéros d'abornements pour les forêts de Lièpvre, Rodern, Sainte-Croix-aux-Mines et Ribeauvillé. Ce secteur de la forêt fait partie du canton forestier de Spiemont, une dépendance de Lièpvre, depuis le traité de Paris signé entre le roi de France et le duc de Lorraine en 1718. Avant ce traité le hameau de Spiemont était rattaché intégralement à la forêt dite du Hinterwald possédée en indivis par les communes de Bergheim, Saint-Hippolyte et Orschwiller qui faisaient auparavant partie des biens du prieuré de Lièpvre depuis l'an 780 selon une donation que fit Charlemagne à son ami l'abbé Fulrad. Avant 1718, cette partie de la forêt du Hinterwald était partagée entre les communes de Saint-Hippolyte, Orschwiller et Bergheim malgré une sentence arbitrale rendue le dimanche de Jubilé de l'an 1516 en faveur de Lièpvre. Les moines du prieuré de Lièpvre bénéficiaient toutefois d'un « droit de glandée » et à certaines conditions. Le traité de Paris a régularisé cette situation en attribuant le secteur de Spiemont à la commune de Lièpvre. Le traité de Paris est rappelé sur l'une des bornes située à la limite de Lièpvre et Rodern au point où elle coupe le Fallerwasserweg en contrebas du sommet du Reinolstein.

#### DepuisRibeauvillé
À la sortie du village, en prenant la route départementale 416 qui va vers Sainte-Marie-aux-Mines, il faut se rendre jusqu'à la Grande Verrerie qui est un hameau de Ribeauvillé, composé de plusieurs maisons d'habitation, d'où l'on peut entamer divers circuits qui mènent jusqu'au sommet du Taennchel. La route D 416 passe non loin du sanctuaire de Notre Dame de Dusenbach qui a été érigé par Egelolphe, seigneur de Ribeaupierre au retour d'une croisade, et confiée en 1221 à un ermite qui vivait en ces lieux. Il fit construire sur un rocher escarpé une chapelle pour abriter la madone à l'enfant. On peut aussi se rendre au Taennchel en passant par la Petite Verrerie qui se trouve un peu plus loin de la route D 416. Depuis cet endroit, il est possible de se rendre directement vers le Venuskopf. Une autre possibilité consiste à se rendre sur le parking de Ribeauvillé le long de la route, à la sortie est. Il faut ensuite emprunter un sentier balisé d'un rectangle rouge d'où l'on aperçoit les ruines des trois châteaux de Ribeaupierre dont le Haut-Ribeaupierre. Ce château date de la fin du XIIe siècle et servait de prison entre 1384 et 1387 au chevalier anglais John Harleston. De là, on arrive à un carrefour où l'on découvre cinq sentiers dont l'un balisé d'un rectangle rouge-blanc-rouge qui va au cerisier noir (647 mètres). En empruntant ce sentier, on arrive au carrefour du garde général Hasenclaver (726 mètres) dont l'aboutissement est le mur païen. Ensuite, il est possible de visiter successivement le rocher des Titans (925 mètres), puis le rocher Bellevue (919 mètres), etc.

#### DepuisThannenkirch
Il faut laisser la voiture à la sortie du village, près de la route qui va à Lièpvre. Il existe un sentier qui rejoint directement le Taennchel. Il faut cependant s'attaquer à un fort dénivellement. En arrivant au carrefour du cerisier noir, on passe devant plusieurs calvaires. Le couvent de Dusenbach n'est pas très loin. On peut contempler une jolie vue avant de s'enfoncer dans la forêt. Au carrefour du Hasenclever, le parcours emprunte plusieurs chemins forestiers larges et agréables. L'abri du Hasenclever permet de faire une halte. Il y a une table et des bancs à l'intérieur. Ensuite, suivre le sentier balisé par un rectangle rouge-blanc-rouge jusqu'au Taennchel antérieur.

### Le tour du massif du Taennchel
Une course à pied est organisée tous les ans, début juin, au Taennchel et attire des participants de toute la France ainsi que du Benelux, d'Allemagne et même du Japon. Le parcours propose 22,56 kilomètres de sentiers pour 780 mètres de dénivelé, sur routes, routes forestières, chemins et sentiers avec des pourcentages jusqu'à 80 %. Les meilleurs franchissent la ligne d'arrivée en 1 h 25 min. Il existe également un parcours de 9,3 kilomètres,,.

## Dans la culture
Taennchel est le nom d'un groupe bas-rhinois de rock progressif / néofolk, utilisant des instruments « rock » (batterie, basse) ainsi que des instruments traditionnels (violon, bouzouki, vielle à roue, diverses flûtes). Les paroles des morceaux sont basées sur les légendes entourant le massif du Taennchel.

### Revue de presse
- Claude Jouve, Note du Naturel Elsass, bulletin 143, Éd. Alsacienne du Guide, Sélestat, octobre 1991
- André Lemblé, À la découverte du Massif du Tennchel - Les Vosges, organe du Club vosgien no 3, 1999, p. 8-9
- « Taennchel : les archéologues enthousiastes », L'Alsace, Édition de la Moyenne Alsace, 30 mai 1998
- « Archéologies allemands et autrichiens au Taennchel », L'Alsace, 3 mai 1998
- Lucien Naegelen, « Les mystères du Taennchel », L'Alsace, 19 juillet 1998
- « Taennchel : messieurs les archéologues ... », L'Alsace, 15 août 1999
- Georges Jung, « Nature : un lynx dans le viseur et sur la crête de la vallée », L'Alsace, 9 novembre 2007
- (de) Lucien Naegelen, W. Knaus, « Der Zauber von Tennchel », Magazine 2000plus, no 199, p. 72-74
- (de) J.P. Dillenseger, « Der Taennchel die Unberkannte Stätte der Götter », Freudeskreis Geomantie, janvier 2000
- Charles Albert Spindler, « Le Taennchel sauvage », Les Vosges no 4 (organe du Club vosgien), 1996, p. 5-8
- Jean Daniel Kientz, « Magique Taennchel », Saisons d'Alsace no 32, septembre 2006